# Ordenación de montes: los alcornocales andaluces
Proceso de catalogación, planificación de su evolución y regulación de su uso y aprovechamiento, que se realiza en los montes siguiendo los principios y doctrinas de la Silvicultura y que en España se aplicó a los montes públicos a partir de 1850. Los alcornocales de las provincias de Málaga y Cádiz, cuya Ordenación se realizó entre 1890 y 1920, fueron los primeros montes de Quercus suber regulados, lo que reviste un interés especial por la peculiaridad productiva, ecológica y cultural de esta especie. Ya en su día fueron emblema del movimiento Ordenador que invadía la ciencia forestal y la administración española, así como después, centro de las críticas del modelo de explotación de los montes resultantes de aquella legislación. Hoy en día, ese grupo de montes se integra en el parque natural de Los Alcornocales y en menor medida, en el de Sierra de Grazalema, manteniendo una respetable producción de corcho y un ejemplar equilibrio entre los diferentes usos del monte.

## Antecedentes
El proceso por el que las Ordenaciones de Montes se implantan en España, fermenta durante la primera mitad del siglo XIX, a medida que la riqueza de los montes se hace importante económicamente y bajo la influencia de las primeras escuelas alemanas, inspiradoras de la Selvicultura y de la planificación en la explotación de los recursos forestales. Además, la situación creada tras las primeras desamortizaciones que supusieron la venta de gran parte de los montes públicos, llevó al pistoletazo de salida al doblar el siglo:

### Cronología legislativa sobre Ordenaciones
- Ya en 1833 se habían promulgado las Ordenanzas Generales de Montes bajo inspiración dasonómica y en 1846 se había creado el Cuerpo de Ingenieros de Montes y su Escuela Especial de Ingenieros de Montes. En 1859 se aprueba la primera Clasificación de los montes públicos, que posteriormente sería rectificado en 1901 como Catálogo de los Montes y demás terrenos forestales exceptuados de la desamortización por razones de Utilidad Pública.

Escudo del cuerpo de Ingenieros de Montes

- El 27 del noviembre de 1952 (BOE 29/11/1852 ), se mandan formar las cuatro primeras Comisiones para reconocer las masas forestales de Jaén, Santander, Cuenca y Segovia, así como practicar los estudios necesarios para su mejor explotación.
- El 13 de noviembre de 1856 (BOE 15/11/1856 ), se manda dividir el territorio en Distritos Forestales y se organiza en siete de ellos el Servicio Facultativo, estableciendo como una de sus funciones la Ordenación Provisional de los montes públicos con arreglo a unas instrucciones, que se redactan al año siguiente. Dos años después, el mandato de esta labor se generaliza a todos los Distritos Forestales y en 1860 se fijan las reglas para la parte de los expedientes que se ocupa de los aprovechamientos.[nota 1]
- El 17 de mayo de 1865 (BOE 28/05/1865 ), se desarrolla la Ley de Montes, dictando ya precisas instrucciones sobre las condiciones para poder explotar provisionalmente los montes no ordenados, sobre la obligatoriedad de ajustar los aprovechamientos al plan de Ordenación en aquellos ya estudiados, así como sobre el modelo al que estos proyectos deben ajustarse en su redacción.[nota 2]
- El 9 de mayo de 1890 (BOE 10/05/1890 ), se crea la Sección Directiva e Inspectora de las Ordenaciones de Montes Públicos y se establecen las bases a que deberá sujetarse el estudio de los Planes de Ordenación. Este Real Decreto fue comentado en la Revista Montes n.º 320 (1890)[1]  y se complementan el 31 de diciembre del mismo año (BOE 16/01/1891 ), con las Instrucciones para el servicio de las Ordenaciones de los montes públicos, exhaustiva regulación que salvo pequeñas modificaciones estará vigente hasta los años 20.[nota 3] Fueron comentadas en la Revista Montes n.º 342 (1891).[2]
- El 25 de octubre de 1895 (BOE 26/10/1895 ), se establece que los autores de los Proyectos de Ordenación, sean los ingenieros del Servicio de Ordenaciones.
- El 6 de agosto de 1896 (BOE 11/08/1896 ), se deroga la normativa del año anterior, que indicaba que los Proyectos de Ordenación se llevasen a cabo exclusivamente por los ingenieros de montes en servicio activo del Cuerpo. Se establece un pliego-tipo de condiciones para la contratación de las ordenaciones por particulares.
- El 31 de mayo de 1901 (BOE 02/06/1901 ), se regula sobre la responsabilidad en el pago de las mejoras contempladas en el Proyecto de Ordenación, que será el contratante a descontar de la tasación total de las subastas. Comentado en Revista montes n.º 586 (1901)[3]
- El 30 de julio de 1902 (BOE 14/08/1902 ), se establece que sean los contratistas los que paguen los trabajos de reconocimiento de las memorias y de los proyectos.
- El 24 de enero de 1908 (BOE 26/01/1908 ), se establece que las Memorias previas al Proyecto de Ordenación y los estudios de comprobación y tasación de los mismos, sean hechos directamente por la administración a través del Servicio de Ordenaciones.

### El mecanismo de Ordenación de montes
El apogeo en la ordenación de montes públicos de alcornocales en Andalucía, que se puede concentrar entre 1890 y 1915, seguía básicamente el siguiente procedimiento:

#### Solicitud: Memoria de Ordenación
En primer lugar se solicitaba por parte del ayuntamiento propietario, un particular o empresa, el permiso para iniciar la ordenación de aquellos enumerados según el Catálogo de los montes excluidos de la venta. Este era un trámite más o menos administrativo que se concedía para que se pudiesen comenzar los estudios previos a los de ordenación propiamente dichos y que incluían entre otros, aspectos legales sobre la propiedad y servidumbres de los montes, lindes, levantamientos topográficos básicos, descripción de terrenos y arbolado, usos y estimaciones aproximadas de aprovechamiento, etc. Estas Memorias de Ordenación se sometían al dictamen del Ingeniero jefe del correspondiente Servicio Provincial (que comprobaba los datos, sobre todo a partir de que los informes fuesen hechos por particulares) y al de la Junta Consultiva de Montes...

#### Concesión: Proyecto de Ordenación
Si se cumplían las condiciones, se concedía el permiso para realizar el Proyecto de Ordenación, de acuerdo a un pliego-tipo de condiciones y con explícitas alusiones a las Instrucciones... de 1890. Era una licencia nominal, específica para los montes enumerados, supeditada a una fianza (proporcional a las hectáreas a ordenar) y con un plazo de entrega improrrogable (normalmente de dos años a partir de la “entrega” de los montes al arrendatario).  Entregados los montes al concesionario el expediente pasaba al Servicio de Ordenaciones y el equipo de ingenieros y brigadas del primero, comenzaban los trabajos necesarios para redactar el proyecto, que normalmente podían incluir talas, apertura de caminos y “vías de saca”, construcción de viviendas e instalaciones para trabajadores y sobre todo, mucho trabajo de campo que llegaba a la medición perimetral de árbol por árbol para realizar los cubicajes de corcho y leña. Cuando las Memorias incluían Planes de Mejoras previos al Proyecto de Ordenación, también corrían a cargo del concesionario, que en todo momento debía informar de lo que iba a hacer al Ingeniero Ordenador de la provincia, a su vez encargado de vigilar y autorizar los pormenores de todos los trabajos.

#### Tasación
Terminada la parte técnica y programática del Proyecto de Ordenación (planos, estado de los tramos,  tablas de las clases de edad,  descripción de los tramos, plan general de aprovechamientos,  resumen general de productos, plan de cortas/cultivos y observaciones) y hechas las comprobaciones pertinentes por los Servicios Forestales sobre los datos en el consignados, se procedía a realizar el último capítulo pendiente, que era la Tasación. Esta se solía encomendar a un ingeniero en activo del cuerpo, ajeno a aquel que por cuenta privada había realizado los estudios (normalmente un Supernumerario).  En ella se debía calcular primero el coste de realización del propio proyecto, el coste de las mejoras que debían hacerse en los montes durante el periodo de explotación y sobre todo, el valor de los productos que se obtendrían de ella, para lo cual debía fijarse un precio que se mantenía vigente durante los 20 años para los que se subastaban los aprovechamientos. Desde la entrega del Proyecto de Ordenación hasta que se realizaba la Tasación y se informaba favorablemente por la Junta Consultiva de Montes para proceder a la subasta, podían pasar tranquilamente de 1 a 3 años más. Este lapso también incrementaba el precio de la subasta.

#### Subasta: Planes de Aprovechamientos
Llegado el momento se procedía a la Subasta Pública de los aprovechamientos contemplados en los Planes Especiales del Proyecto de Ordenación. En nuestro caso, las pujas debían hacerse por incremento del precio del corcho, porque el resto de esquilmos (montanera, carbón, madera, pastos, etc.) eran precios fijos y en cualquier caso, el promotor de la Ordenación tenía derecho de tanteo.  Cualquiera que quisiese pujar, debía previamente depositar una cantidad de hasta un 5 % del valor de los productos tasados para los 20 años, más el valor del Proyecto de Ordenación con un incremento del 8% anual a contar desde la entrega del estudio hasta la Tasación.  El concesionario se evitaba esta última cantidad (que en cualquier caso era suya) y de la primera se descontaba la cantidad que entregó en su momento como fianza para poder realizar los estudios.  El que resultaba rematante, debía por último hacer un depósito como garantía, igual al valor de los productos que se iban a aprovechar en el primer año. Solo entonces podía empezar la explotación de los recursos, corriendo a cargo de todos los gastos hasta la venta del producto, estando sujeto a todas las directrices marcadas en cuanto a mejoras y cortas, en el Proyecto de Ordenación y sobre todo, vigilado y dirigido por el Servicio de Montes en todas las operaciones de aprovechamientos.

### La Selvicultura de los alcornocales

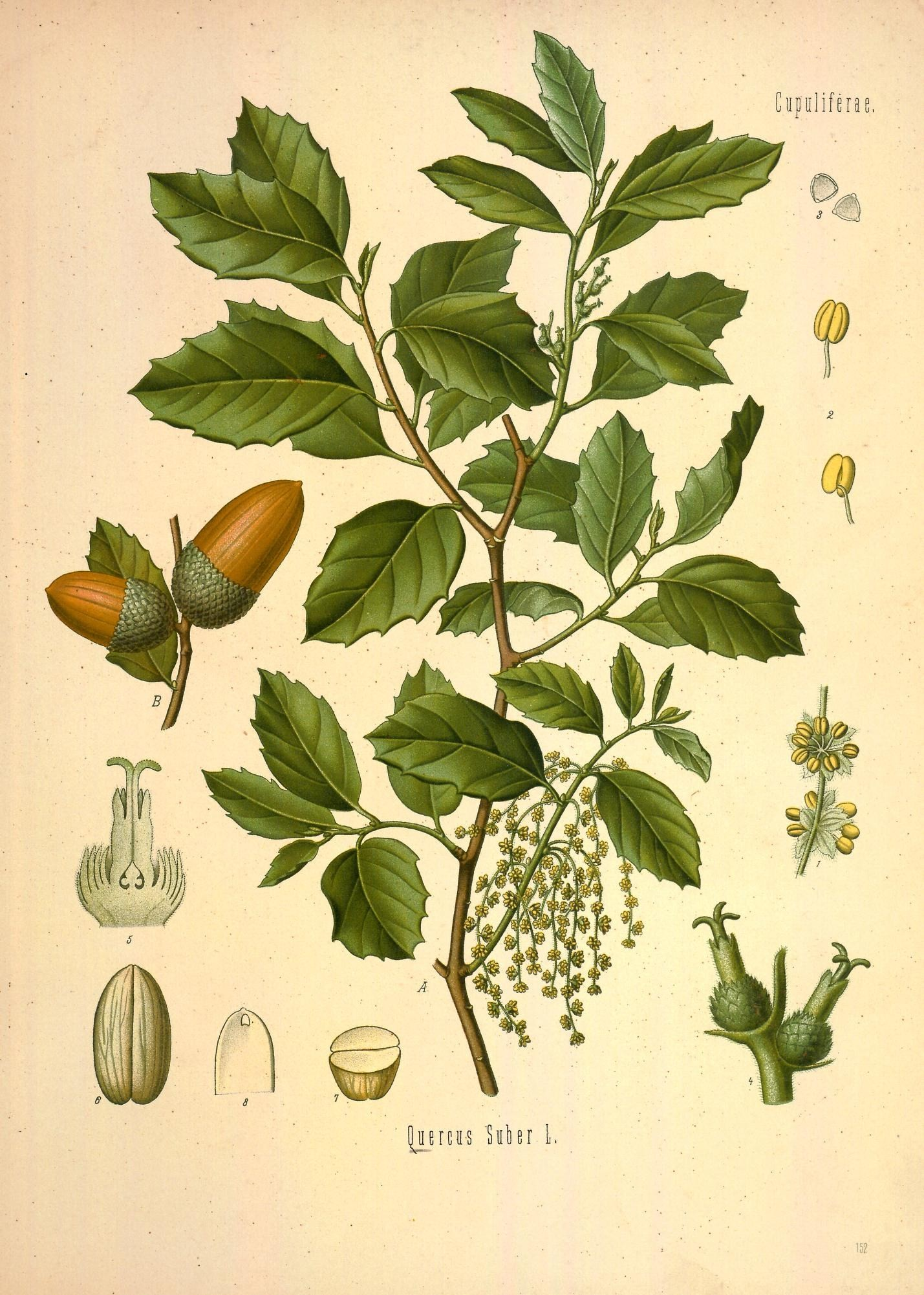
Lámina Botánica de Quercus suber de 1890

Hacia 1880, existía un conocimiento aceptable del Quercus suber desde el punto de vista de la Arboricultura, pero salvo algunos estudios sobre el tratamiento de los alcornocales de Argelia o Portugal, era poco lo que se había hecho desde el punto de vista de la Selvicultura.  Además de los condicionantes propios de la especie y su producto , existían pocos precedentes de ordenación de este tipo de masa arbórea, que suministrasen datos para su tratamiento científico y los procedimientos y principios que se aplicaban a los montes maderables, no respondían a las necesidades de su regulación orientada a la producción de corcho. 
La mayor parte de los alcornocales eran de propiedad privada, y aunque en Cataluña los propietarios tenían una mayor conciencia de la necesidad de trazar estrategias para asegurar su sostenibilidad y la producción a largo plazo, en Andalucía la explotación corchera quedaba relegada en muchos casos frente a la tan arraigada ganadería o el carboneo, realizándose las sacas sin ninguna planificación.  Pero a medida que el precio del corcho aumentaba progresivamente en las últimas décadas del siglo, la propia administración se da cuenta de la revalorización que este producto daba a los montes y de la necesidad de estudiarlo dasonómicamente  a la vez que abre la mano para el acceso privado a los montes públicos. 

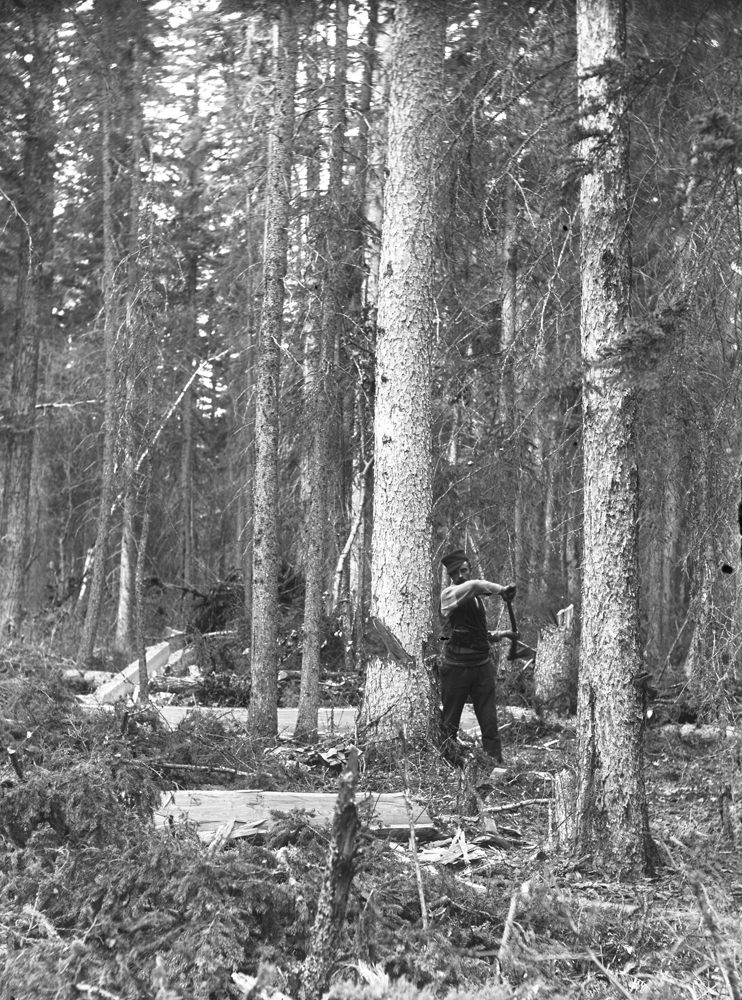
Tala de árboles (en torno a 1900)

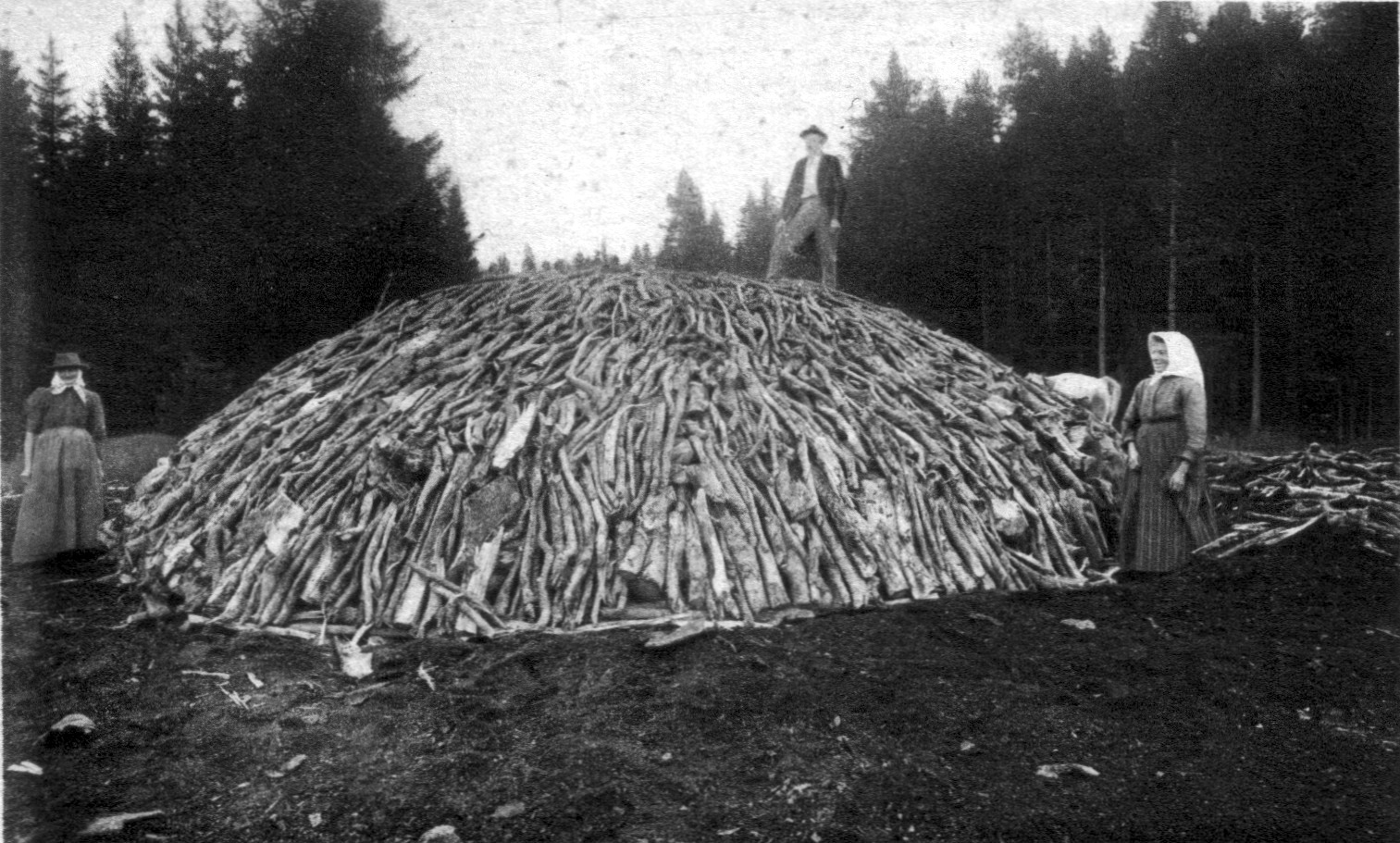
Preparación de una carbonera (en torno a 1900)

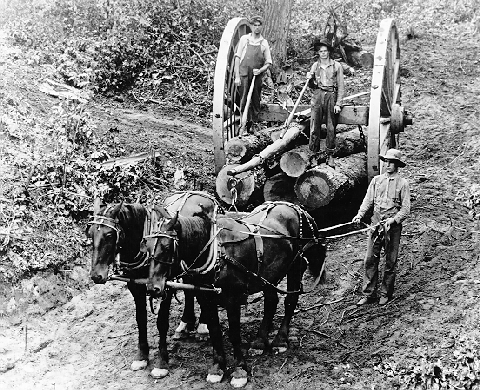
Transporte de troncos, 1900

Los ingenieros que ordenaron los alcornocales andaluces entre 1890 y 1910, tuvieron muchas veces que improvisar e ir aprendiendo sobre la marcha a medida que se iban viendo resultados, siendo básicamente las cuestiones sobre las que tenían que decidir, las siguientes:

#### Tipos de masas y usos de los alcornocales
Junto al mal estado de las masas arbóreas en Andalucía, había que añadir su carácter mixto, donde la especie corchera convive con otras como el quejigo o la encina, así como la variedad de usos tradicionales junto a la extracción de corteza, como la ganadería de caprino, la montanera, la leña y el carboneo, las dehesas y pastizales para el vacuno, la caza, el uso de cortezas de árbol para el curtido de pieles, etc. Se encontraban también con problemas de servidumbres y usos comunales, con enclavados y propiedades diferentes entre suelo y arbolado, con frecuentes usos ilegales del monte, etc... El trabajo ordenador, junto al objetivo de maximizar y regularizar la producción del monte (donde el corcho en aquellos años era lo más rentable), también tenía que solucionar y/o compatibilizar estas situaciones específicas de cada predio.

#### Inventario
A nivel técnico y de inventario, los alcornocales suponían una serie de retos novedosos con respecto a los montes maderables: es más fácil cubicar el árbol entero que solo su corteza, el corcho introduce la variable edad/calidad que no se contempla en la madera, al alcornoque hay que calcularle el espacio vital alrededor suyo que va ha necesitar a lo largo de los 150 años productivos en los que va a seguir creciendo y desarrollándose (Epidometría), etc.

#### División Dasocrática
El método de división del monte, primer paso para plantear su ordenación, estaba establecido desde 1890 en las Instrucciones para la Ordenación..., que debía ser el conocido como “Ordenar transformando” basado en los “tramos permanentes” y en un turno de corta aplicado anualmente en uno de ellos (o grupo) diferente. Pero desde el primer momento y aunque era satisfactorio en el tratamiento de otro tipo de montes, para el corcho se mostró ineficiente e incluso Carlos Castel, que realizó las primeras ordenaciones de alcornocales en El Robledal y La Sauceda en 1890, antes incluso de publicarse la regulación mencionada, ya lo manifestaba.  Dándose cuenta los ingenieros ordenadores que las cortas en el alcornoque basadas en dicha organización, darían lugar a tramos con dos clases de edad, propusieron e intentaron modelos mixtos combinando con el ”método de entresaca” que sin embargo en la práctica, bien por la gran extensión de los terrenos o por la mala calidad del arbolado que obligaba prioritariamente a la regeneración masiva, no se aplicaron del todo. A medida que van sucediendose las revisiones de los primeros proyectos, se introducen tímidas modificaciones para intentar sortear la rigidez del tramo único, pero a partir de 1930 se entra en una apatía dasonómica que lleva durante más de 50 años a que los ingenieros se limitaran en general, a proseguir con la reconstrucción del vuelo y la organización del aprovechamiento corchero, sin más profundidades “de diseño”.

#### Turno de corta o descorche
El “turno de descorche”  era otro aspecto importante que en teoría está en función del tiempo que tarda la corteza en adquirir el grosor necesario para la industria y eso varía según clima, pluviosidad, suelo, etc. Estaba establecido que por debajo del Tajo el turno debía ser menor de 12 años y en general en Andalucía se optó por un turno de 9 acorde a las tradiciones corcheras de la región, pero a falta de documentación científica sobre este punto debían guiarse por su intuición y por la observación directa en cada zona, de la evolución del árbol tras sacas anteriores.

#### Regeneración y Reforestación
La regeneración del monte, uno de los objetivos primordiales de la Selvicultura, fue en los alcornocales públicos andaluces, no solo una necesidad por lo envejecido y degradado de las masas, sino un verdadero reto por su extensión y por ser la primera vez que en España se abordaba el problema desde una perspectiva técnico-científica. Partiendo de que el alcornoque es una especie con relativa facilidad para su reproducción y regeneración, los ingenieros pusieron en práctica estrategias que fueron experimentando sobre la marcha, muchas veces sistematizando el estudio de métodos que ya practicaban propietarios privados (especialmente catalanes).

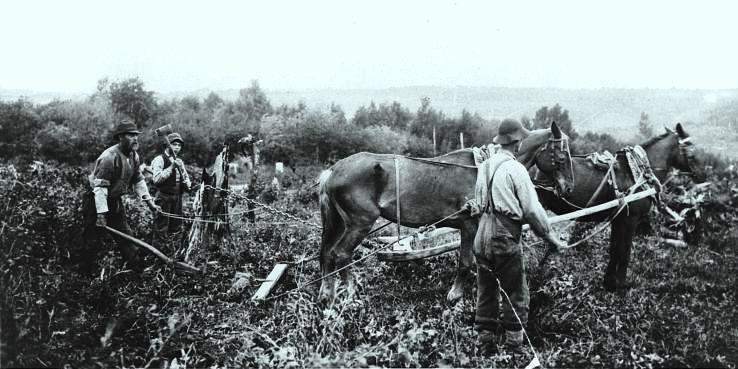
Roza entre dos tierras y retirada de tocones. 1870

- La regeneración “natural”, por la extensión y lo abrupto muchas veces de los predios, pese a que en 1890 era la menos estudiada o considerada por los escasos estudiosos de la época, y pese a que había escasa o nula experiencia entre los expertos cultivadores catalanes, fue la piedra angular sobre la que se apoyaron en su cometido los ingenieros ordenadores. La primera dificultad fue acotar al ganado cabrío las parcelas en regeneración, condición indispensable pero de difícil puesta en práctica por lo extendido de este tipo de uso. A partir de ahí, en los lugares donde el suelo del alcornocal estaba formado por matas achaparradas, de sistema radical desarrollado pero con una parte aérea sin tronco ni guía, aplicaron y mejoraron el método de “roza entre dos tierras”, logrando nuevos brotes sanos que crecían rápido gracias a la cepa radicular, y que con un posterior clareo y selección, dio notables resultados.  En los rasos y claros, hubo que recurrir a la repoblación “artificial”.

- Los dueños de alcornocales catalanes, tenían a finales del siglo XIX amplia experiencia en el cultivo del árbol, su siembra o plantación, de forma que los ingenieros mejoraron métodos ya probados como la “siembra a chorrillo” o “a golpes”, previo paso del arado y posterior clareo y limpieza del matorral en los momentos adecuados. Este sistema fue el más utilizado y el que mejor resultados dio, aunque también se llevaron a cabo plantaciones previa cría de los arbolillos en vivero, o se probaron novedosos sistemas mixtos.[nota 16]

#### Planes de mejoras
Otras mejoras que no eran habituales, pero que se demostraron importantes en la posterior evolución tanto de la masa como del individuo arbóreo, y que repercutían directamente en la futura producción y calidad del corcho, se pusieron en práctica sistemática y metódicamente. Tales operaciones eran las “limpias” del terreno cuando el arbolillo sobresalía entre los matorrales, la “claras” previas al desbornizo para seleccionar los mejores individuos y determinar la densidad de la masa, el propio “desbornizo” que pone en marcha la vida productiva del árbol y le fuerza a producir corcho de calidad, la “poda” que aumenta la superficie productiva y da forma a la copa, el “alquitranado” de los cortes de poda o las heridas de saca, etc... La novedad era además que estas operaciones se detallaban y planificaban en los Proyectos de Ordenación, cosa que hasta entonces había quedado al arbitrio improvisado de los propietarios o de los Servicios Provinciales de Montes.

## La Ordenación de los alcornocales andaluces

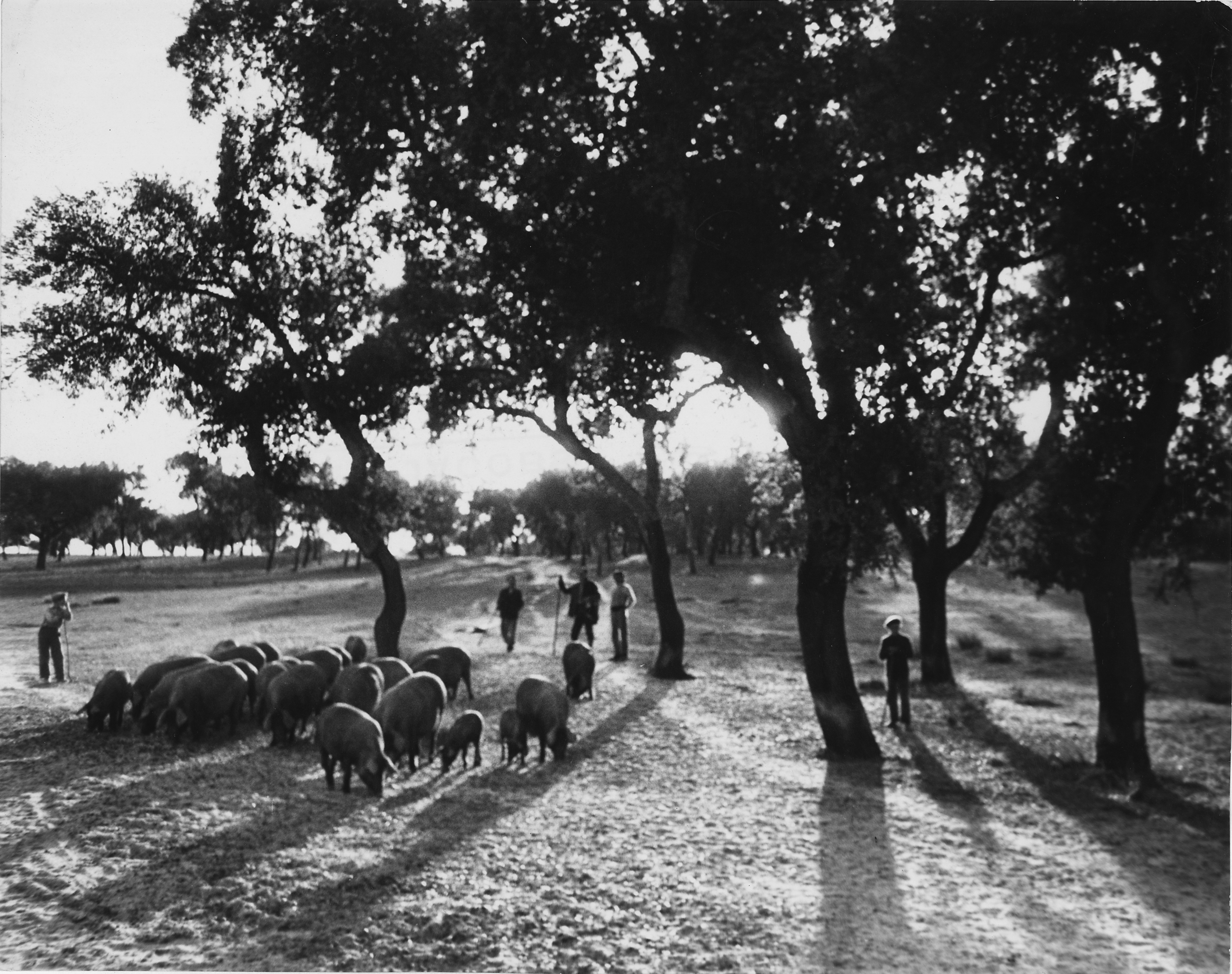
Alcornocal adehesado para la montanera porcina. España. Primeras décadas de siglo XX

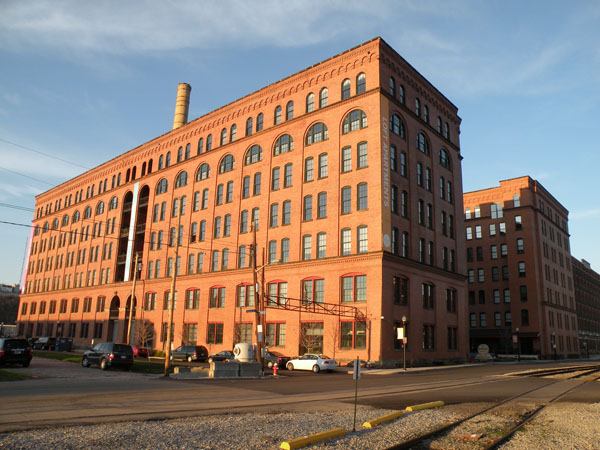
Antiguo edificio de la fábrica de la Armstrong Cork Company en Pittsburgh (Pensilvania). Inaugurado en 1901.

El corcho andaluz, aun siendo de muy buena calidad, fue un producto secundario en la explotación de los montes hasta principios del siglo XIX, momento en el que paulatinamente comienza a crecer su demanda, hasta que a mitad de la centuria alcanza el punto de equilibrio necesario cómo para que su extracción genere movimiento económico desde el punto de vista empresarial e industrial. Ya por aquel entonces en Cataluña, la industria corchera y taponera tenía un arraigo que la empezaba a convertir no solo en zona productora y transformadora, sino también en demandante de materia prima, lo que unido a la demanda exterior de otros países del norte de Europa o los propios Estados Unidos, revalorizó el alcornocal de Andalucía. 
Los propietarios privados (90 % de los montes) comenzaron a esquilmar sus propias masas, grandes fincas se vendieron o arrendaron y se comenzaron a subastar aprovechamientos de corcho en montes públicos. La elección de Sevilla como sede en el extranjero, por parte de la “Amstromg Cork Company” (actualmente Armstrong World Industries) en 1879 (una de las mayores compañías manufactureras de corcho a nivel mundial en la época)  y la instalación en La Línea de la Concepción de La Industria Corchera  por parte de Larios Hnos. en 1888, son prueba de este movimiento inversor.
En 1885 e impulsada por los casos en montes maderables que se iban dando, se suscribe la primera concesión en España para la ordenación de alcornocales públicos en Cortes de la frontera, Gaucín y Algatocín (Málaga), pero no es hasta 1890 tras la creación de la Sección Directiva e Inspectora de las Ordenaciones de Montes Públicos y la publicación de las Instrucciones para la Ordenación..., cuando se disparan las peticiones. En la última década de la centuria se firman las concesiones de las grandes masas y en la primera del siglo XX se ordenan los pequeños predios restantes. Las primeras concesiones son para extensiones tan grandes, que en el propio pliego de condiciones se determina dividir el territorio en diferentes Proyectos de Ordenación, lo que dará lugar a grupos de montes con diferente recorrido administrativo, dasonómico y productivo. La legislación del momento y especialmente a partir de 1896 en que los proyectos podían ser realizados por ingenieros contratados por empresas privadas (los primeros los hicieron ingenieros del cuerpo en activo), permitió el control de las explotaciones por grandes compañías, de forma que entre 1885 y 1906, a efectos de este estudio, se hicieron 10 concesiones que implicaban 17 Proyectos de Ordenación diferentes.

### Concesiones de Ordenación
| Fecha (a/m/d) | ha   | Titular                       | Compañía                 | Ingeniero           | Proyectos                                              |
| ------------- | ---- | ----------------------------- | ------------------------ | ------------------- | ------------------------------------------------------ |
| 1885 /04 /11  | 7951 | Fernández Morlote, José María | Peña y Nieto, Hijo de    | Castel, Carlos      | El Robledal, La Sauceda y Montes de Gaucín y Algatocín |
| 1894 /08 /18  | 7790 | Lameyer González, José        | Larios Hermanos          | Castel, Carlos      | Las Majadas de Ronda y Montes de Benarrabá             |
| 1897 /03 /11  | 7433 | Fernández Morlote, José María | Peña y Nieto, Hijo de    | Olazábal, Santiago  | Montes de Alcalá de los Gazules                        |
| 1897 /03 /14  | 6359 | Cortes y Velasco, L. Ricardo  | Larios Hermanos          | García-Blanco, José | Montes de Jerez de la Frontera                         |
| 1897 /03 /15  | 4170 | LLoréns y Gascó, Antonio      | Larios Hermanos          | García-Blanco, José | Montes de los Barrios                                  |
| 1897 /04 /08  | 8345 | Lameyer González, José        | Larios Hermanos          | García-Blanco, José | Montes de Algeciras y Montes de Tarifa                 |
| 1897 /07 /01  | 1140 | Valor y Valor, Juan           | -                        | -                   | Dehesa y Cucaderos                                     |
| 1902 /12 /11  | 294  | Bohórquez y Rubiales, Rafael  | Fam. Bohórquez (Ubrique) | Mackay, Enrique     | Lomas y Matagallardo                                   |
| 1906 /09 /29  | 732  | Lameyer González, José        | Larios Hermanos          | García-Blanco, José | Coto y Vega del Rio y La Cancha                        |
| 1906 /10 /25  | 669  | Arizmendi, Manuel             | Larios Hermanos          | García-Blanco, José | Los Arenales y Pinar del Rey                           |

#### primera Concesión 11 / 04 / 1885
| El Robledal - La Sauceda - Montes de Gaucín y Algatocín | El Robledal - La Sauceda - Montes de Gaucín y Algatocín | El Robledal - La Sauceda - Montes de Gaucín y Algatocín | El Robledal - La Sauceda - Montes de Gaucín y Algatocín | El Robledal - La Sauceda - Montes de Gaucín y Algatocín | El Robledal - La Sauceda - Montes de Gaucín y Algatocín | El Robledal - La Sauceda - Montes de Gaucín y Algatocín | El Robledal - La Sauceda - Montes de Gaucín y Algatocín |
| --- | --- | --- | --- | --- | ------------------------------------------------------- | ------------------------------------------------------- | ------------------------------------------------------- |
| Observaciones: El Robledal y La Sauceda Los montes de El Robledal y La Sauceda fueron los primeros alcornocales ordenados en España y los que más regular y continuadamente han realizado sus revisiones decenales, y es por ello que constituyen un ejemplo de gestión silvicultural de este tipo de masas. Cuando se solicita y se concede el permiso para ser ordenados en 1885, estaba concluyendo un largo proceso judicial sobre la propiedad de estos montes entre Cortes de la Frontera y Ronda ver, dándose además la circunstancia de que cuando se aprueba el proyecto, no existía sobre ellos ningún contrato para el aprovechamiento del corcho, como si pasó en otras concesiones, llevando a largos procesos judiciales. Además, al haberse hecho los proyectos previamente a la publicación de las Instrucciones para la Ordenación de 1890 que establecían que antes de comenzarse los estudios para realizar los proyectos, los predios debían de estar deslindados y amojonados, pudieron hacerse sin atender a este requisito que si no, se hubiera retrasado y complicado el proceso, como en otros casos. - Ordenación / Año (A.): 1890 / Vigencia del Plan Especial (V.P.E.): 1890 - 1909 - 1.ª Revisión / (A.): 1904 / (V.P.E.): 1904 - 1913 - 2.ª Revisión / (A.): 1914 / (V.P.E.): 1914 – 1923 - 3.ª Revisión / (A.): 1926 / (V.P.E.): 1924 - 1934 - 4.ª Revisión / (A.): 1936 / (V.P.E.): 1935 - 1943 - 5.ª Revisión / (A.): 1945 / (V.P.E.): 1944 – 1952 - 6.ª Revisión / (A.): 1955 / (V.P.E.): 1953 - 1961 - 7.ª Revisión / (A.): 1963 / (V.P.E.): 1962 - 1970 - 8.ª Revisión / (A.): 1971 / (V.P.E.): 1971 - 1979 - 9.ª Revisión / (A.): 1984 / (V.P.E.): 1980 - 1989 - 10.ª Revisión / (A.): 1990 / (V.P.E.): 1990 - 1998 - 11.ª Revisión / (A.): 1998 / (V.P.E.): - 12.ª Revisión / (A.): 2009 / (V.P.E.): | | | | |                                                         |                                                         |                                                         |
| Observaciones: Montes de Gaucín y Algatocín Por hacer | | | | |                                                         |                                                         |                                                         |
| CUP 2015 | Montes Incluidos n.º Catalogo Provincial...de 1864/1901 | Montes Incluidos n.º Catalogo Provincial...de 1864/1901 | Montes Incluidos n.º Catalogo Provincial...de 1864/1901 | Montes Incluidos n.º Catalogo Provincial...de 1864/1901 | Municipio                                               | Ubicación                                               |                                                         |
| MA-71007-AY Ficha | Las Breñas (29), Huerta de Bares (32), Huerta Pulga (33), Llano Grande (34), Lomas (38), Alberquillas (36), Palancar (41), Lagunetas (45), Lobezos (46), Umbriazo (54) | Las Breñas (29), Huerta de Bares (32), Huerta Pulga (33), Llano Grande (34), Lomas (38), Alberquillas (36), Palancar (41), Lagunetas (45), Lobezos (46), Umbriazo (54) | Las Breñas (29), Huerta de Bares (32), Huerta Pulga (33), Llano Grande (34), Lomas (38), Alberquillas (36), Palancar (41), Lagunetas (45), Lobezos (46), Umbriazo (54) | Las Breñas (29), Huerta de Bares (32), Huerta Pulga (33), Llano Grande (34), Lomas (38), Alberquillas (36), Palancar (41), Lagunetas (45), Lobezos (46), Umbriazo (54) | Cortes de la Frontera                                   | 36°37′01″N 5°20′34″O                                    |                                                         |
| MA-71007-AY Ficha | Huesas (37), Moral (40), Pendulillo (43), Giraldo (44), Pasadallana (47), Perotonal (48) y Arenoso (50)                                                                | | | | Cortes de la Frontera                                   | 36°37′01″N 5°20′34″O                                    |                                                         |
| MA-50006-AY Ficha | Corchado (55), Herrera (56), Fasana (57), Pasadallana (58), Joalgazar (59), Majada de Ayala (60), Ma. De Zahara (61), Ma. Del Quejigo 62)                              | Corchado (55), Herrera (56), Fasana (57), Pasadallana (58), Joalgazar (59), Majada de Ayala (60), Ma. De Zahara (61), Ma. Del Quejigo 62)                              | Corchado (55), Herrera (56), Fasana (57), Pasadallana (58), Joalgazar (59), Majada de Ayala (60), Ma. De Zahara (61), Ma. Del Quejigo 62)                              | Corchado (55), Herrera (56), Fasana (57), Pasadallana (58), Joalgazar (59), Majada de Ayala (60), Ma. De Zahara (61), Ma. Del Quejigo 62)                              | Gaucín                                                  | 36°31′09″N 5°19′04″O                                    |                                                         |
| MA-50001-AY Ficha | Veranil y carboneras (13) | Veranil y carboneras (13) | Veranil y carboneras (13) | Veranil y carboneras (13) | Algatocín                                               | 36°34′22″N 5°16′32″O                                    |                                                         |
| Extensión (Ha) | Promotor | Solicitud | Concesión | Titular Ordenación | Empresa                                                 | Ejecución                                               | Fianza (Ptas.)                                          |
| 3.273 | J. María Fernández Morlote | | 11/04/ 1885(BOE) | J. María Fernández Morlote | Hijo de Peña y Primo                                    | 4 años                                                  |                                                         |
| 4.414 | J. María Fernández Morlote | | 11/04/ 1885(BOE) | J. María Fernández Morlote | Hijo de Peña y Primo                                    | 4 años                                                  |                                                         |
| 2.611 | J. María Fernández Morlote | | 11/04/ 1885(BOE) | J. María Fernández Morlote | Hijo de Peña y Primo                                    | 4 años                                                  |                                                         |
| Proyecto | Ingeniero firmante | Tasación | Ingeniero tasador | Valor Proyecto (Ptas.) | Subasta                                                 | Garantia puja (Ptas.)                                   | Adjudicatario subasta                                   |
| 1890 | Carlos Castel | 16/06/1893 | | 102.445 | 13/05/1894 (BOE)                                        | 144.672                                                 | José Lameyer González                                   |
| 1890 | Carlos Castel | 08/09/1893 | | 102.445 | 13/05/1894 (BOE)                                        | 144.672                                                 | José Lameyer González                                   |
| 1890 | Carlos Castel | 02/06/1894 | | 39.265 | 04/07/ 1896 (BOE)                                       | 70.791                                                  | José Lameyer González                                   |
| Periodo explotación | Plan Especial | Tasación total (Ptas.) | V. Corcho (Quintal métrico) | V. Madera (Estéreos) | Plan mejoras (Ptas.)                                    | Ingeniero primera Rev.                                  | Revisiones                                              |
| 20 años | 10 años | 683.451,54 | 66.362,16 | 26.435.232 |                                                         |                                                         | 1904 (1914, 1926, 1936)                                 |
| 20 años | 10 años | 683.451,54 | 66.362,16 | 26.435.232 |                                                         |                                                         |                                                         |
| 20 años | 10 años | 491.437,85 | 13.401,49 | 5.840.564 |                                                         |                                                         |                                                         |
| Código | Estado actual | Estado actual | Estado actual | Aprobado | Ingeniero                                               | Adjunto                                                 | Pendiente                                               |
| PU-201 | decimosegundo Revisión y decimotercero Plan Especial del Proyecto de Ordenación del monte "El Robledal y La Sauceda" (MA-71007-AY)                                     | decimosegundo Revisión y decimotercero Plan Especial del Proyecto de Ordenación del monte "El Robledal y La Sauceda" (MA-71007-AY)                                     | decimosegundo Revisión y decimotercero Plan Especial del Proyecto de Ordenación del monte "El Robledal y La Sauceda" (MA-71007-AY)                                     | 1/12/2010 | Francisco Aguado Gómez                                  | Sergio Madueño Brizuela, Eva María Sotomayor Palma      | No (hasta 2020)                                         |
| PU-078 | novena Revisión y décimo Plan Especial del Proyecto de Ordenación del monte "Los Montes de Gaucín" (MA-50006-CCAY                                                      | novena Revisión y décimo Plan Especial del Proyecto de Ordenación del monte "Los Montes de Gaucín" (MA-50006-CCAY                                                      | novena Revisión y décimo Plan Especial del Proyecto de Ordenación del monte "Los Montes de Gaucín" (MA-50006-CCAY                                                      | 1/10/2003 |                                                         |                                                         | Si (desde 2013)                                         |
| Tratamiento Dasonómico: El Robledal Como ya se indicó, las ordenaciones de El Robledal y La Sauceda (en 1890 eran independientes), fueron las primeras que se realizaron en montes alcornocales en España, antes incluso de las Instrucciones de Ordenación de 1890. Estas instrucciones admitían como único método de ordenación para montes altos el denominado “ordenar transformando”, similar a lo que actualmente conocemos como tramos permanentes. Sin embargo, la realización de la ordenación previa a la publicación de estas instrucciones, junto con el lamentable estado en que se encontraban los montes, dió lugar a que no se estableciera un método de ordenación concreto, sino que se plantearon una serie de pautas de actuación. Aranzazu González, Enrique Torres, Gregorio Montero, Javier Vázquez Análisis hecho en 1907, del Proyecto inicial y de la primera Revisión: ...mejor diríamos grupo de montes, conocido por «El Robledal", del pueblo de Cortes de la Frontera, también de la provincia de Málaga, diremos que cada uno de los cuarteles de corta, de los seis que se establecieron en el monte, se divide en diez tramos de igual futura producción en corcho, por ser de diez años el turno de descorche, suponiendo que todo el cuartel tuviera la misma calidad, si bien se procuró acomodar, en lo posible, el perímetro de cada tramo á las líneas naturales del terreno, por lo que no tienen los. tramos de descorche, como pudiera suponerse, exactamente la misma área. Se dan varias reglas ó condiciones, á las cuales deben de sujetarse los aprovechamientos, y entre ellas, las de que deben de repoblarse de alcornoques, á la mayor brevedad, los rasos y calveros, y quedar repoblado el monte en los primeros 20 años de su aprovechamiento. (…) fué el primero de ordenación de alcornocales en España, no es de extrañar que se incurriera en algunos defectos, que pasado el primer decenio se han conocido, y han servido, en gran manera, para conocer como debía de aprovecharse en lo sucesivo este grupo de montes. (…) No debe continuar el turno único, según se dice en la Revisión de dicho monte, y se establecen turnos distintos para troncos y ramas en el segundo decenio, y por tramos; siendo de ocho y nueve años para los troncos, y por excepción y en pequeñas porciones diez, y nueve, diez y once años para las ramas, y excepcionalmente doce. Si bien se propone en la Revisión que se mantenga la primitiva división del monte en cuarteles de corta y tramos de igual futura producción en corcho, vemos algo difícil, dada la extensión de los tramos, que pueda obtenerse, dentro de la debida tolerancia, la renta anual é igual en los sucesivos decenios; por lo que es probable que se deba introducir alguna modificación al proyectarse los aprovechamientos suberosos para el tercer decenio. Primitivo Artigas y Teixidor Estudio hecho en 1996: Conseguida de manera muy satisfactoria la regeneración del monte, las posteriores revisiones se limitaron a la redacción de los planes de aprovechamientos, cálculos de existencias y balances económicos de manera más o menos rutinaria, sin adoptar ningún método de ordenación que estableciese en el espacio y en el tiempo, como se iban a abordar los problemas selvícolas que comenzarían a presentarse con la evolución de la masa. (…) La división dasocrática permanece inalterada desde las ordenaciones de 1890, y consta de ocho cuarteles con diez tramos por cuartel. Es necesario indicar que lo que se denomina tramo es es realidad una unidad inventarial y no dasocrática, por lo que el término más adecuado sería el de cantón. El concepto de tramo como superficie recorrida por las cortas en el periodo de regeneración no existe actualmente en estos montes, al no estar bajo un método de cortas localizadas. Aranzazu González, Enrique Torres, Gregorio Montero, Javier Vázquez | | | | |                                                         |                                                         |                                                         |
| Tratamiento Dasonómico: La Sauceda Como ya se indicó, las ordenaciones de El Robledal y La Sauceda (en 1890 eran independientes), fueron las primeras que se realizaron en montes alcornocales en España, antes incluso de las Instrucciones de Ordenación de 1890. Estas instrucciones admitían como único método de ordenación para montes altos el denominado “ordenar transformando”, similar a lo que actualmente conocemos como tramos permanentes. Sin embargo, la realización de la ordenación previa a la publicación de estas instrucciones, junto con el lamentable estado en que se encontraban los montes, dió lugar a que no se estableciera un método de ordenación concreto, sino que se plantearon una serie de pautas de actuación. Aranzazu González, Enrique Torres, Gregorio Montero, Javier Vázquez ...las propuestas referentes al monte La Sauceda... En este monte proponía el aprovechamiento de todo el corcho que producían los árboles viejos, al tiempo que recomendaba la repoblación «en el más corto tiempo posible [de] todos los rasos y calveros del monte con objeto de ponerlos en producción a la mayor brevedad» (Castel, 1891, p. 116). Ahora bien, esa repoblación no debería conducir a la proliferación de los acotamientos al pastoreo ya que convenía hacer compatible el uso ganadero con el del corcho. Por otro lado, Castel entendía que había que «proceder a la corta y extinción del roble como especie que debe desaparecer» (Castel, 1891, p. 117), subordinando la corta de estos ejemplares a las labores de repoblación, o sea, cortando sólo aquellos ejemplares que no ejercieran ningún tipo protección sobre las repoblaciones de alcornoque, o bien los que pudieran dañar al desarrollo de esta especie. En todo caso sugería que la presencia de pies de roble quedara reducida a las riveras de los ríos y arroyos, donde formarían una franja lineal paralela a la corriente. Eduardo Araque Jiménez Conseguida de manera muy satisfactoria la regeneración del monte, las posteriores revisiones se limitaron a la redacción de los planes de aprovechamientos, cálculos de existencias y balances económicos de manera más o menos rutinaria, sin adoptar ningún método de ordenación que estableciese en el espacio y en el tiempo, como se iban a abordar los problemas selvícolas que comenzarían a presentarse con la evolución de la masa. (…) La división dasocrática permanece inalterada desde las ordenaciones de 1890, y consta de ocho cuarteles con diez tramos por cuartel. Es necesario indicar que lo que se denomina tramo es es realidad una unidad inventarial y no dasocrática, por lo que el término más adecuado sería el de cantón. El concepto de tramo como superficie recorrida por las cortas en el periodo de regeneración no existe actualmente en estos montes, al no estar bajo un método de cortas localizadas. Aranzazu González, Enrique Torres, Gregorio Montero, Javier Vázquez | | | | |                                                         |                                                         |                                                         |
| Tratamiento Dasonómico: Montes de Gaucín y Algatocín Por hacer | | | | |                                                         |                                                         |                                                         |

#### segunda Concesión: 18 / 08 / 1894
| Las Majadas de ronda y El Berrueco - Montes de Benarrabá | Las Majadas de ronda y El Berrueco - Montes de Benarrabá | Las Majadas de ronda y El Berrueco - Montes de Benarrabá | Las Majadas de ronda y El Berrueco - Montes de Benarrabá | Las Majadas de ronda y El Berrueco - Montes de Benarrabá | Las Majadas de ronda y El Berrueco - Montes de Benarrabá | Las Majadas de ronda y El Berrueco - Montes de Benarrabá | Las Majadas de ronda y El Berrueco - Montes de Benarrabá |
| --- | --- | --- | --- | --- | -------------------------------------------------------- | -------------------------------------------------------- | -------------------------------------------------------- |
| Observaciones: Las Majadas de Ronda y El Berrueco - Ordenación / Año (A.): 1899 / Vigencia del Plan Especial (V.P.E.): 1899 - 1909 - primera revisión / (A.): 1913 / (V.P.E.): 1914 - 1923 - segunda revisión / (A.): 1923 / (V.P.E.): 1924 - 1934 - tercera revisión / (A.): 1934 / (V.P.E.): no aprobado - Reformado / (A.): 1936 / (V.P.E.): 1935 - 1946 - cuarta revisión / (A.): 1945 / (V.P.E.): 1944 - 1952 - quinta revisión / (A.): 1955 / (V.P.E.): 1953 - 1961 - sexta revisión / (A.): 1963 / (V.P.E.): 1962 - 1970 - séptima revisión / (A.): 1971 / (V.P.E.): 1971 - 1979 - octava revisión / (A.): 1984 / (V.P.E.): 1980 - 1989 - novena revisión / (A.): 1990 / (V.P.E.): 1990 - 1998 | | | | |                                                          |                                                          |                                                          |
| Observaciones: Montes de Benarrabá Por hacer | | | | |                                                          |                                                          |                                                          |
| CUP 2015 | Montes Incluidos n.º Catalogo Provincial...de 1864/1901 | Montes Incluidos n.º Catalogo Provincial...de 1864/1901 | Montes Incluidos n.º Catalogo Provincial...de 1864/1901 | Montes Incluidos n.º Catalogo Provincial...de 1864/1901 | Municipio                                                | Ubicación                                                |                                                          |
| MA-71004-AY Ficha | Bañuelos (28), Parralejo (30), Diego Duro (31), Monte de Breña Redonda (35), Monte de los Cerquitos (39), Monte del Pendolillo (42), Monte del Ramblazo (49), Montes del Berrueco (51), Puerto de las Encinas (52) | Bañuelos (28), Parralejo (30), Diego Duro (31), Monte de Breña Redonda (35), Monte de los Cerquitos (39), Monte del Pendolillo (42), Monte del Ramblazo (49), Montes del Berrueco (51), Puerto de las Encinas (52) | Bañuelos (28), Parralejo (30), Diego Duro (31), Monte de Breña Redonda (35), Monte de los Cerquitos (39), Monte del Pendolillo (42), Monte del Ramblazo (49), Montes del Berrueco (51), Puerto de las Encinas (52) | Bañuelos (28), Parralejo (30), Diego Duro (31), Monte de Breña Redonda (35), Monte de los Cerquitos (39), Monte del Pendolillo (42), Monte del Ramblazo (49), Montes del Berrueco (51), Puerto de las Encinas (52) | Cortes de la Frontera                                    | 36°37′01″N 5°20′34″O                                     |                                                          |
| MA-50005-AY Ficha | Las Cobatillas (19), La Corchuela (20), Monte del Coto (21), Monte del Cuervo (22) | Las Cobatillas (19), La Corchuela (20), Monte del Coto (21), Monte del Cuervo (22) | Las Cobatillas (19), La Corchuela (20), Monte del Coto (21), Monte del Cuervo (22) | Las Cobatillas (19), La Corchuela (20), Monte del Coto (21), Monte del Cuervo (22) | Benarrabá                                                | 36°33′03″N 5°16′32″O                                     |                                                          |
| Extensión (Ha) | Promotor | Solicitud | Concesión | Titular Ordenación | Empresa                                                  | Ejecución                                                | Fianza (Ptas.)                                           |
| 7.490 | José Lameyer González | | 18/08/ 1894 (BOE) | José Lameyer González | Larios Hnos.                                             | 2 años                                                   | 4.000                                                    |
| | José Lameyer González | | 18/08/ 1894 (BOE) | José Lameyer González | Larios Hnos.                                             | 2 años                                                   | 4.000                                                    |
| Proyecto | Ingeniero firmante | Tasación | Ingeniero tasador | Valor Proyecto (Ptas.) | Subasta                                                  | Garantia puja (Ptas.)                                    | Adjudicatario subasta                                    |
| 1898 | Carlos Castel | 21/10/1899 | José García-Blanco Romero | 70.040 | 01/05/ 1902 (BOE)                                        | 152.032,54                                               | José Lameyer González                                    |
| 1898 | Carlos Castel | 21/10/1899 | José García-Blanco Romero | 13.518 | 03/05/ 1902 (BOE)                                        | 30.937,25                                                | José Lameyer González                                    |
| Periodo explotación | Plan Especial | Tasación total (Ptas.) | V. Corcho (Quintal métrico) | V. Madera (m³) | Plan Mejoras (Ptas.)                                     | Ingeniero primera Rev.                                   | Revisiones                                               |
| 20 años | 10 años | 1.226.702,70 | 46.552 | 36.422 | 68.712,63                                                |                                                          |                                                          |
| 20 años | 10 años | 296.284,96 | 11.518 | 2.472 | 9.108,36                                                 |                                                          |                                                          |
| Código | Estado actual | Estado actual | Estado actual | Aprobado | Ingeniero                                                | Adjunto                                                  | Pendiente                                                |
| PU-200 | decimoprimera Revisión y decimosegundo Plan Especial del Proyecto de Ordenación del Monte "Las Majadas de Ronda y el Berrueco" (MA-71004-AY)                                                                       | decimoprimera Revisión y decimosegundo Plan Especial del Proyecto de Ordenación del Monte "Las Majadas de Ronda y el Berrueco" (MA-71004-AY)                                                                       | decimoprimera Revisión y decimosegundo Plan Especial del Proyecto de Ordenación del Monte "Las Majadas de Ronda y el Berrueco" (MA-71004-AY)                                                                       | 1/12/2010 | Francisco Javier Aguado Gómez                            | Mª Eugenia Jiménez Martín, Raquel Sainz Luque            | NO (hasta 2019)                                          |
| PU-077 | novena Revisión y décimo Plan Especial del Proyecto de Ordenación del monte "Montes de Benarrabá" (MA-50005-CCAY)                                                                                                  | novena Revisión y décimo Plan Especial del Proyecto de Ordenación del monte "Montes de Benarrabá" (MA-50005-CCAY)                                                                                                  | novena Revisión y décimo Plan Especial del Proyecto de Ordenación del monte "Montes de Benarrabá" (MA-50005-CCAY)                                                                                                  | 1/10/2003 |                                                          |                                                          | SI (desde 2013)                                          |
| Tratamiento Dasonómico: Las Majadas de Ronda y El BerruecoAnálisis hecho en 1907: El monte, ó mejor dicho, grupo de montes conocido por «Majadas de Ronda", provincia de Málaga, y cuya extensión es de 4247,1910 hectáreas, se ha dividido en tantos cuarteles de corta como años tiene el turno de descorche, ó en algunos más; y cada uno de éstos, en tantos tramos de reproducción como períodos tiene el turno general del monte; y con arreglo á este criterio, se han establecido en el monte, como se ha dicho, 14 cuarteles de corta, y cada uno de ellos se ha dividido, á su vez, en ocho tramos, por ser de 160 años el turno general del monte. Para el aprovechamiento del corcho se han establecido en el monte diez tramos de descorche, comprendiendo, ó afectando á cada uno de éstos, uno ó varios cuarteles de corta. Siendo tan extensa el área de cada uno de los tramos de descorche, es sumamente difícil que tenga cada uno de ellos la homogeneidad necesaria para unificar la edad, así en la zona superior como en la inferior; y á la par hallamos muy difícil armonizar las operaciones para conseguir una buena repoblación del monte con el mejor aprovechamiento del corcho. Primitivo Artigas y Teixidor En consecuencia se desistió en la primera revisión de obtener masas regulares y, por tanto, de efectuar cortas previamente localizadas. Se adopto un método de cortabilidad física combinado con otro de mejora; es decir, las cortas de la ejecución del plan especial habrían de efectuarse sin atenerse a una localización ni a un volumen de productos fijados de antemano... (…) En cuanto a la división dasocrática, el cambio de rumbo que se produjo en la 1ª revisión motivó la desaparición de los tramos de corta, mientras que continuaron los de descorche formados por agrupación de los quince cuarteles. Esta división no se ajustaba a las normas usuales pues en lugar de ser los tramos de descorche subdivisiones de los cuarteles, ocurría al contrario. Por otra parte, la necesidad de contar con suficientes unidades de inventariación para poder combinarlas de forma que se consiguiera igualar las rentas de un año para otro aconsejaba aumentar las quince divisiones existentes. La modificación de la división dasocrática tuvo que esperar a que se completara la “pela redonda” en todo el monte para evitar tener zonas con descorche separado, por lo que no se estructuró finalmente hasta la octava revisión (1984). Se establecieron así cinco cuarteles con nueve tramos inventaríales por cuartel, a excepción de uno de ellos que, por su reducido tamaño, solo se dividió en tres. Aránzazu González, Enrique Torres, Gregorio Montero, Javier Vázquez En este momento en que se aborda la 11ª Revisión Ordinaria se dan las condiciones objetivas para la introducción del método de ordenación por rodales. Este método es, hoy por hoy, el que se considera más adecuado para la gestión de este monte, ya que la planificación se realiza en función de las necesidades silvícolas de cada rodal y según los objetivos establecidos para el conjunto del sistema forestal. La articulación del tiempo se basa en la determinación del periodo de aplicación o tiempo que va a estar vigente la división dasocrática prevista. En la presente revisión para la especie Quercus suber se opta por un periodo de aplicación de 20 años que, según la experiencia en montes ordenados de la zona, se ha visto que es tiempo suficiente para que se produzca la regeneración de esta especie. En cuanto a las especies Pinus pinaster y P. halepensis, donde se realizarán cortas de entresaca por bosquetes, se establece una rotación de corta, de 10 años, es decir, cada 10 años se abrirán nuevos bosquetes. María Eugenia Jiménez Martín | | | | |                                                          |                                                          |                                                          |
| Tratamiento Dasonómico: Montes de BenarrabáAnálisis hecho en 1907: ...ó sea en el relativo al monte de Benarrabá, se ha dividido, cada cuartel de corta, en un cierto número, 16 cada uno de los dos, de tramos de reproducción, debiendo quedar repoblado por completo uno de estos tramos en cada decenio; de modo que al terminar el turno general, que es de 160 años, debe de estar repoblado todo el monte. A su vez, se divide cada cuartel en diez tramos de descorche; y al terminar dicho turno general, debe cada uno de estos tramos tener corchó de una sola edad (la misma en el tronco y en las ramas), y entre todos los tramos desde uno á diez años; con lo que se conseguirá el descorche anual en el cuartel de corta, y según el autor del proyecto, esta renta anual será próximamente igual en todos los años del siguiente decenio.(...) Nos extraña que se proponga el mismo turno de descorche para troncos y ramas; si bien, quizás por condiciones especiales del terreno, ser el monte de reducida extensión, ó por otras causas desconocidas para nosotros, haya sido conveniente adoptar un solo turno. | | | | |                                                          |                                                          |                                                          |

#### tercera concesión: 11 / 03 / 1897
| Montes de Alcalá de los Gazules | Montes de Alcalá de los Gazules | Montes de Alcalá de los Gazules | Montes de Alcalá de los Gazules | Montes de Alcalá de los Gazules | Montes de Alcalá de los Gazules | Montes de Alcalá de los Gazules | Montes de Alcalá de los Gazules |
| --- | --- | --- | --- | --- | ------------------------------- | ------------------------------- | ------------------------------- |
| Observaciones: Montes de Alcala de los Gazules En Alcalá de los Gazules (Cádiz), el primer contrato para la explotación de corcho se hizo más tardíamente, en 1875, a un tal Roger Aimerich por un período de 20 años (CABRAL, 1994),... V. JURADO, A. GARCÍA Cuando se concede el permiso para realizar la ordenación de este grupo de montes en 1897, no se halla sujeto a contratos de arrendamiento del corcho como en otros casos, por lo que el proceso fue relativamente rápido, con los retrasos menores derivados del necesario deslinde previo a la entrega de los montes. El proyecto de ordenación de los Montes de Alcalá de los Gazules esta fechado en 1903 y a partir de este se realizaron regularmente seis revisiones y siete planes especiales: - Proyecto de Ordenación y 1.er Plan especial: 1903-04 a 1911-12 - primera Revisión y segundo Plan Especial: 1012-13 a 1922-23 - segunda Revisión y 3.er. Plan Especial: 1923-24 a 1933-34 - tercera Revisión y cuarto Plan Especial: 1934-35 a 1942-43 - cuarta Revisión y quinto Plan Especial: 1941-42 a 1950-51 - quinta Revisión y sexto Plan Especial: 1951-52 a 1960-61 - sexta Revisión y séptimo Plan Especial: 1961-62 a 1970-71 Con posterioridad a la sexta Revisión y /º Plan Especial redactado en 1960, no se realiza ninguna revisión más, aunque existe una revisión parcial redactada en la década de los 90. Es por ello que al proyecto o revisión realizada en 2004 y aprobada en 2006, se le llamó séptima Revisión y octavo Plan Especial. | | | | |                                 |                                 |                                 |
| Montes Incluidos n.º Catalogo Provincial...de 1864/1901 - CUP 2015 | Montes Incluidos n.º Catalogo Provincial...de 1864/1901 - CUP 2015 | Montes Incluidos n.º Catalogo Provincial...de 1864/1901 - CUP 2015 | Montes Incluidos n.º Catalogo Provincial...de 1864/1901 - CUP 2015 | Montes Incluidos n.º Catalogo Provincial...de 1864/1901 - CUP 2015 | Municipio                       | Ubicación                       |                                 |
| Baldío de Hernán Martin (33)- CA-50028-AY, Dehesa Barrancones de Alberite (34)- CA-50027-AY, Dehesa de Jota (35)- CA-50029-AY, Dehesa de Sauzal (36)- CA-50033-AY, Dehesa el Laurel (37), Dehesa Laganes (38)- CA-50030-AY, Dehesa Zarza (39)- CA-50034-AY, Montero (40)- CA-50032-AY | Baldío de Hernán Martin (33)- CA-50028-AY, Dehesa Barrancones de Alberite (34)- CA-50027-AY, Dehesa de Jota (35)- CA-50029-AY, Dehesa de Sauzal (36)- CA-50033-AY, Dehesa el Laurel (37), Dehesa Laganes (38)- CA-50030-AY, Dehesa Zarza (39)- CA-50034-AY, Montero (40)- CA-50032-AY | Baldío de Hernán Martin (33)- CA-50028-AY, Dehesa Barrancones de Alberite (34)- CA-50027-AY, Dehesa de Jota (35)- CA-50029-AY, Dehesa de Sauzal (36)- CA-50033-AY, Dehesa el Laurel (37), Dehesa Laganes (38)- CA-50030-AY, Dehesa Zarza (39)- CA-50034-AY, Montero (40)- CA-50032-AY | Baldío de Hernán Martin (33)- CA-50028-AY, Dehesa Barrancones de Alberite (34)- CA-50027-AY, Dehesa de Jota (35)- CA-50029-AY, Dehesa de Sauzal (36)- CA-50033-AY, Dehesa el Laurel (37), Dehesa Laganes (38)- CA-50030-AY, Dehesa Zarza (39)- CA-50034-AY, Montero (40)- CA-50032-AY | Baldío de Hernán Martin (33)- CA-50028-AY, Dehesa Barrancones de Alberite (34)- CA-50027-AY, Dehesa de Jota (35)- CA-50029-AY, Dehesa de Sauzal (36)- CA-50033-AY, Dehesa el Laurel (37), Dehesa Laganes (38)- CA-50030-AY, Dehesa Zarza (39)- CA-50034-AY, Montero (40)- CA-50032-AY | Alcalá de los Gazules           | 36°27′43″N 5°43′26″O            |                                 |
| Extensión (Ha) | Promotor | Solicitud | Concesión | Titular Ordenación | Empresa                         | Ejecución                       | Fianza (Ptas.)                  |
| 7.433 | J. María Fernández Morlote | | 11/03/1897 (BOE) | J. María Fernández Morlote | Hijo de Peña y Primo            | 2 años                          | 7.433                           |
| Proyecto | Ingeniero firmante | Tasación | Ingeniero tasador | Valor Proyecto (Ptas.) | Subasta                         | Garantia puja (Ptas.)           | Adjudicatario subasta           |
| 1902 | Santiago Olazábal | 23/10/1902 | | 127.402 | 02/08/1903 (BOE)                | 172.698,40                      | J. María Fernández Morlote      |
| Periodo explotación | Plan Especial | Tasación total (Ptas.) | V. Corcho (Quintal métrico) | V. Madera (Estéreos) | Plan Mejoras (Ptas.)            | Ingeniero primera Rev.          | Revisiones                      |
| 20 años | 10 años | 736.061 | 70.910 | 45.300 | 243.454,40                      | Anónimo                         | 1911 - (1923, 1941, 1951)       |
| Código | Estado actual | Estado actual | Estado actual | Aprobado | Ingeniero                       | Adjunto                         | Pendiente                       |
| PU-109 | séptima Revisión y octavo Plan Especial del Proyecto de Ordenación del "Grupo de montes de Alcalá" (CA-30018-CAY) | séptima Revisión y octavo Plan Especial del Proyecto de Ordenación del "Grupo de montes de Alcalá" (CA-30018-CAY) | séptima Revisión y octavo Plan Especial del Proyecto de Ordenación del "Grupo de montes de Alcalá" (CA-30018-CAY) | 06/03/2006 | Mª Dolores Carrasco Gotarredona | Felipe Oliveros Pruaño          | Si (desde 2016)                 |
| Tratamiento Dasónómico: Montes de Alcala de los Gazules | | | | |                                 |                                 |                                 |

#### cuarta concesión: 14 / 03 / 1897
| Montes de Jerez de la Frontera | Montes de Jerez de la Frontera | Montes de Jerez de la Frontera | Montes de Jerez de la Frontera | Montes de Jerez de la Frontera | Montes de Jerez de la Frontera                                                                                     | Montes de Jerez de la Frontera | Montes de Jerez de la Frontera |
| --- | --- | --- | --- | --- | --- | ------------------------------ | ------------------------------ |
| Observaciones: Montes de Jerez de la Frontera Por último, el cuarto grupo lo integraban cuatro montes de Jerez de la Frontera (Dehesa Charco de los Hurones, Jarda, Jardilla y Suertes de Montifarti) con una cabida de 6.359 ha. Eran los únicos de este extenso término municipal que habían logrado salvaguardarse de la desamortización civil de Madoz a mediados del siglo XIX, si bien una parte de los ediles jerezanos, aun conociendo las dificultades legales que representaba la empresa, seguían empeñados en su privatización a comienzos del siglo XX (Jiménez Blanco, 1996). De ahí que entre la autorización de los estudios de ordenación y el anuncio de subasta de los productos del primer período de ordenación mediaran casi tres lustros. Eso sí, una vez que se consumó este acto administrativo, cesaron todas las presiones privatizadoras y los montes pudieron empezar a recuperarse del lastimoso estado que denunciaba el proyecto de ordenación (Sánchez, 2001). Eduardo Araque Jiménez La ordenación de este grupo de montes fue en efecto un proceso complicado, caracterizado por la oposición municipal al proceso ordenador. Concedida la ordenación al taquígrafo del senado Ricardo Cortes y Velasco el 14/03/1897, la entrega de los montes se retrasa al no estar deslindados y al pesar sobre ellos un contrato de arrendamiento del corcho que concluía en 1910. En algún momento en los primeros años del siglo, el concesionario cede los derechos de ordenación a Larios Hermanos por 1000 pts, en un clima en el que la prensa la corporación municipal y hasta la Cámara de Comercio, hacían campaña por detener la ordenación y vender los predios. El 23 de marzo de 1907 los montes son entregados por el Ingeniero Jefe del Distrito Forestal gaditano a José García-Blanco, el Ingeniero de Montes de la empresa gibraltareña, reaccionando el Ayuntamiento con una comunicación al ministro solicitando se suspenda el proceso ordenador en marcha La oposición de este y otros municipios de España a la ordenación de sus montes, lleva al entonces ministro de fomento González Besada a promulgar la orden del 24 de enero de 1908, que limita la monopolización del proceso ordenador de los montes por parte de las grandes compañías, pero que no paraliza aquellas concesiones ya hechas y en las mismas condiciones en que se firmaron. La ordenación de los montes de propios de Jerez de la Frontera siguió por tanto su curso, hasta que en 1911 se termina y firma el proyecto. A pesar de todo, aún se tardaron nueve años en realizar la tasación, aprobarla y sacar a subasta los aprovechamientos, en un clima ya en el que la Guerra Mundial y la caída de los precios del corcho, habían reducido drásticamente la rentabilidad de la explotación forestal. | | | | | |                                |                                |
| Montes Incluidos n.º Catalogo Provincial...de 1864/1901 - CUP 2015 | Montes Incluidos n.º Catalogo Provincial...de 1864/1901 - CUP 2015 | Montes Incluidos n.º Catalogo Provincial...de 1864/1901 - CUP 2015 | Montes Incluidos n.º Catalogo Provincial...de 1864/1901 - CUP 2015 | Montes Incluidos n.º Catalogo Provincial...de 1864/1901 - CUP 2015 | Municipio | Ubicación                      |                                |
| Dehesa Charco de los Hurones (29) CA-50024-AY, Dehesa Jarda (30) CA-70025-AY, Dehesa Jardilla (31) CA-70026-AY, Suertes de Montifarti (32) CA-50025-AY, Fuente de los Pastores (7), Mesa del Castellar (8), Cueva de las palomas (9), El Helechar (10), Cañada de la Cueva (11), Puerto de El Algarrobo (12), La Laguna (13) | Dehesa Charco de los Hurones (29) CA-50024-AY, Dehesa Jarda (30) CA-70025-AY, Dehesa Jardilla (31) CA-70026-AY, Suertes de Montifarti (32) CA-50025-AY, Fuente de los Pastores (7), Mesa del Castellar (8), Cueva de las palomas (9), El Helechar (10), Cañada de la Cueva (11), Puerto de El Algarrobo (12), La Laguna (13) | Dehesa Charco de los Hurones (29) CA-50024-AY, Dehesa Jarda (30) CA-70025-AY, Dehesa Jardilla (31) CA-70026-AY, Suertes de Montifarti (32) CA-50025-AY, Fuente de los Pastores (7), Mesa del Castellar (8), Cueva de las palomas (9), El Helechar (10), Cañada de la Cueva (11), Puerto de El Algarrobo (12), La Laguna (13) | Dehesa Charco de los Hurones (29) CA-50024-AY, Dehesa Jarda (30) CA-70025-AY, Dehesa Jardilla (31) CA-70026-AY, Suertes de Montifarti (32) CA-50025-AY, Fuente de los Pastores (7), Mesa del Castellar (8), Cueva de las palomas (9), El Helechar (10), Cañada de la Cueva (11), Puerto de El Algarrobo (12), La Laguna (13) | Dehesa Charco de los Hurones (29) CA-50024-AY, Dehesa Jarda (30) CA-70025-AY, Dehesa Jardilla (31) CA-70026-AY, Suertes de Montifarti (32) CA-50025-AY, Fuente de los Pastores (7), Mesa del Castellar (8), Cueva de las palomas (9), El Helechar (10), Cañada de la Cueva (11), Puerto de El Algarrobo (12), La Laguna (13) | Jerez de la Frontera                                                                                               | 36°42′00″N 6°07′00″O           |                                |
| Extensión (Ha) | Promotor | Solicitud | Concesión | Titular Ordenación | Empresa | Ejecución                      | Fianza (Ptas.)                 |
| 6.359 | L. Ricardo Cortes y Velasco | 02/01/1894 | 14/03/1897 (BOE) | L. Ricardo Cortes y Velasco | | 2 años                         | 6.350                          |
| Proyecto | Ingeniero firmante | Tasación | Ingeniero tasador | Valor Proyecto (Ptas.) | Subasta | Garantia puja (Ptas.)          | Adjudicatario subasta          |
| 1911 | José García-Blanco | | | | 28/07/1920 (BOE) (enlace roto disponible en Internet Archive; véase el historial, la primera versión y la última). |                                |                                |
| Periodo explotación | Plan Especial | Tasación total (Ptas.) | V. Corcho (Quintal métrico) | V. Madera (Estéreos) | Plan Mejoras (Ptas.)                                                                                               | Ingeniero primera Rev.         | Revisiones                     |
| 20 años | 10 años | | | | |                                |                                |
| Código | Estado actual | Estado actual | Estado actual | Aprobado | Ingeniero | Adjunto                        | Pendiente                      |
| PU-039 | Proyecto de Ordenación. Montes de Propios de Jerez de la Frontera] | Proyecto de Ordenación. Montes de Propios de Jerez de la Frontera] | Proyecto de Ordenación. Montes de Propios de Jerez de la Frontera] | 16/04/1998 | Marín Pageo, F. | Domingo Santos, J.M.           | Si, desde 2008                 |
| Tratamiento Dasonómico: Montes de Jerez de la Frontera ...los Montes de Propios de Jerez están ordenados desde 1911 si bien no se les aplicó ningún método de ordenación en sentido estricto. Las sucesivas revisiones planificaron el aprovechamiento, y tomaron medidas destinadas al aumento de la superficie arbolada y del regenerado sin profundizar en la aplicación de un método de ordenación. Esta situación se mantiene hasta la revisión que se efectúa en 1997 (Marín Pageo y Domingo Santos, 1997) que previó la aplicación del método del Tramo Único al cuartel A y dejó sin método al cuartel E. La aplicación del método en el cuartel A ha manifestado la dificultad que tiene el Tramo Único, en su versión más ortodoxa, para ser empleado en el monte denso alcornocal. Marín Pageo, F., Domingo Santos. J., Camacho Cascajo, V. | | | | | |                                |                                |

#### quinta concesión: 15 / 03 / 1897
| Montes de Los Barrios | Montes de Los Barrios | Montes de Los Barrios | Montes de Los Barrios | Montes de Los Barrios | Montes de Los Barrios             | Montes de Los Barrios     | Montes de Los Barrios   |
| --- | --- | --- | --- | --- | --------------------------------- | ------------------------- | ----------------------- |
| Observaciones: Montes de los Barrios Los Montes de los Barrios son un claro ejemplo de aquellas ordenaciones que se vieron entorpecidas por antiguos contratos de aprovechamiento del cocho, y que al ser anulados originaron largos procesos judiciales que retardaron inevitablemente todo el proceso. Ya en 1885 se publicaba: Desgraciadamente, también hizo aquel ayuntamiento el arrendamiento de la corcha el año 1881 por 20 años, sin cuidarse ni hacer caso de la magnifica corcha segundera que aquellos montes tenían, cuyo valor hubiera superado los gastos que el ayuntamiento hubiera hecho al concluir de desbornizarlos por su cuenta, imitando al ayuntamiento de Villaluenga, y en su primera saca hubiera contado con un inmenso capital para atender a sus obligaciones. Fernando Coronil Vazquez Este contrato de 20 años se hizo a Manuel Solís y Martínez, contratista de obras públicas de Jaén que muere en torno a 1893/4. Así cuando en 1897 se concede el permiso a Antonio Llorens y Gasco para hacer su ordenación, existe un contencioso entre la viuda del contratista, Carmen Rojas y Tejera, y el Ayuntamiento, que se describe perfectamente en la prensa de la época: Después de tomados estos acuerdos se presentan a la Comisión el dictamen del negociado sobre el asunto referido a la rescisión del contrato de aprovechamiento de corchos de los montes de Los Barrios y el informe del Ingeniero de montes de la provincia. En el primero se propone, de acuerdo con lo informado por el ayuntamiento de los Barrios, que debe continuar el contrato hasta que expire el plazo señalado en el pliego de condiciones, pagando los contratistas las mensualidades vencidas y no satisfechas. El ingeniero de montes informa que debe rescindirse el contrato por suponer que se lesionan los intereses públicos a causa de la subida del corcho. Propone, sin embargo, que haga una transición por el pronto, para rescindir el contrato con los herederos de D. Manuel Solís, mas adelante. Conviene decir para aclarar el asunto que el origen del pleito sostenido para la rescisión de este contrato, fue la muerte del contratista D. Manuel Solís. El ayuntamiento de Los Barrios estimó que los herederos de este no tenían personalidad legal para continuar el contrato y quiso rescindirlo. Los interesados acudieron entonces a los tribunales, y los tribunales han fallado a su favor después de tres años de pleitear, decretando la continuación del contrato sino se causaban perjuicios al Estado. Realizada la cesión de los derechos de ordenacion a favor de Larios Hermanos, el proceso judicial se complica al recurrir primero el Ayuntamiento, y años después al obtener este sencencia favorable, hacerlo en instancia superior la citada Carmen Rojas, llegando el contencioso administrativo hasta el Tribunal Supremo. Todo ello se solapa y se enreda con el propio proceso ordenador, hasta el punto de que no solo retrasa la realización del proyecto (que se termina en 1907), sino que a partir de su aprobación un año después, la compañía corchera entra en el contencioso al reclamar también derechos de pela sobre las existencias del monte al estar ya inventariadas y ordenadas. En 1910 salen a subasta los aprovechamientos del 1.er Plan Especial del Proyecto de Ordenación, pero debe suspenderse ante una nueva reclamación de Carmen Rojas y Tejera, subastándose definitivamente a principios de 1911. Realizado el Proyecto de Ordenación de este grupo de montes en 1907, con posterioridad se realizan seis revisiones y siete planes especiales. La última revisión, vigente durante el novenio 1971 a 1980, fue redactada por el ingeniero de montes D. Víctor García Fernández. Desde entonces debían haberse realizado tres Revisiones y tres Planes Especiales más, los correspondientes a los novenios de 1981 a 1989, 1990 a 1998 y 1999 a 2007. De hecho, en 1991 se empezó a redactar la revisión correspondiente al periodo 1992 a 2000, pero no fue terminada y nunca llegó a ser aprobada... En 2002 se redacta la que sería novena Revisión y décimo Plan Especial... | | | | |                                   |                           |                         |
| Montes Incluidos n.º Catalogo Provincial...de 1864/1901 - CUP 2015 | Montes Incluidos n.º Catalogo Provincial...de 1864/1901 - CUP 2015 | Montes Incluidos n.º Catalogo Provincial...de 1864/1901 - CUP 2015 | Montes Incluidos n.º Catalogo Provincial...de 1864/1901 - CUP 2015 | Montes Incluidos n.º Catalogo Provincial...de 1864/1901 - CUP 2015 | Municipio                         | Ubicación                 |                         |
| Beatas o Zumajo (51) CA-50063-AY, Cucarrete(52) CA-50058-AY, Dehesa de Las Presillas (53) CA-50062-AY, Dehesa del Palancar (54)CA-50061-AY, Faldas del Rubio (55) CA-50064-AY, Garlitos o Chorro del Moro (57) CA-50060-AY, Hoyo de Don Pedro (58) CA-50057-AY, Mogea del Conejo (59) CA-50048-AY, Tajo del Administrador (60)CA-50065-AY, La Teja o Rooviejo (61) CA-50049-AY, Cuevas del Hospital CA-50059-AY, Mogea Luenga CA-50066-AY, | Beatas o Zumajo (51) CA-50063-AY, Cucarrete(52) CA-50058-AY, Dehesa de Las Presillas (53) CA-50062-AY, Dehesa del Palancar (54)CA-50061-AY, Faldas del Rubio (55) CA-50064-AY, Garlitos o Chorro del Moro (57) CA-50060-AY, Hoyo de Don Pedro (58) CA-50057-AY, Mogea del Conejo (59) CA-50048-AY, Tajo del Administrador (60)CA-50065-AY, La Teja o Rooviejo (61) CA-50049-AY, Cuevas del Hospital CA-50059-AY, Mogea Luenga CA-50066-AY, | Beatas o Zumajo (51) CA-50063-AY, Cucarrete(52) CA-50058-AY, Dehesa de Las Presillas (53) CA-50062-AY, Dehesa del Palancar (54)CA-50061-AY, Faldas del Rubio (55) CA-50064-AY, Garlitos o Chorro del Moro (57) CA-50060-AY, Hoyo de Don Pedro (58) CA-50057-AY, Mogea del Conejo (59) CA-50048-AY, Tajo del Administrador (60)CA-50065-AY, La Teja o Rooviejo (61) CA-50049-AY, Cuevas del Hospital CA-50059-AY, Mogea Luenga CA-50066-AY, | Beatas o Zumajo (51) CA-50063-AY, Cucarrete(52) CA-50058-AY, Dehesa de Las Presillas (53) CA-50062-AY, Dehesa del Palancar (54)CA-50061-AY, Faldas del Rubio (55) CA-50064-AY, Garlitos o Chorro del Moro (57) CA-50060-AY, Hoyo de Don Pedro (58) CA-50057-AY, Mogea del Conejo (59) CA-50048-AY, Tajo del Administrador (60)CA-50065-AY, La Teja o Rooviejo (61) CA-50049-AY, Cuevas del Hospital CA-50059-AY, Mogea Luenga CA-50066-AY, | Beatas o Zumajo (51) CA-50063-AY, Cucarrete(52) CA-50058-AY, Dehesa de Las Presillas (53) CA-50062-AY, Dehesa del Palancar (54)CA-50061-AY, Faldas del Rubio (55) CA-50064-AY, Garlitos o Chorro del Moro (57) CA-50060-AY, Hoyo de Don Pedro (58) CA-50057-AY, Mogea del Conejo (59) CA-50048-AY, Tajo del Administrador (60)CA-50065-AY, La Teja o Rooviejo (61) CA-50049-AY, Cuevas del Hospital CA-50059-AY, Mogea Luenga CA-50066-AY, | Los Barrios                       | 36°11′00″N 5°29′34″O      |                         |
| Extensión (Ha) | Promotor | Solicitud | Concesión | Titular Ordenación | Empresa                           | Ejecución                 | Fianza (Ptas.)          |
| 4.170 | Antonio Lloréns y Gascó | | 15/03/1897 (BOE) | Antonio Lloréns y Gascó | Larios Hnos.                      | 2 años                    | 7.026                   |
| Proyecto | Ingeniero firmante | Tasación | Ingeniero tasador | Valor Proyecto (Ptas.) | Subasta                           | Garantia puja (Ptas.)     | Adjudicatario subasta   |
| 1907 | José García-Blanco Romero | | | 108.847 | 07/06/1910 (BOE) Definitiva: 1911 | 163.720,72                | Larios Hnos.            |
| Periodo explotación | Plan Especial | Tasación total (Ptas.) | V. Corcho (Quintal métrico) | V. Madera (Estéreos) | Plan Mejoras (Ptas.)              | Ingeniero primera Rev.    | Revisiones              |
| 20 años | 10 años | 1.007.475,40 | 80.274,74 | 11.920 (alcorn.) + 20.836 (queji.) | 174.467,46                        | L. Quero                  | 1921 (1932, 1942, 1952) |
| Código | Estado actual | Estado actual | Estado actual | Aprobado | Ingeniero                         | Adjunto                   | Pendiente               |
| PU-059 | novena Revisión y décimo Plan Especial del Proyecto de Ordenación del grupo de montes "Los Barrios" (CA-50001-CCAY) | novena Revisión y décimo Plan Especial del Proyecto de Ordenación del grupo de montes "Los Barrios" (CA-50001-CCAY) | novena Revisión y décimo Plan Especial del Proyecto de Ordenación del grupo de montes "Los Barrios" (CA-50001-CCAY) | 28/08/2002 | José A. Robles Clavijo            | Nuria Bautista Carrascosa | SI (desde 2012)         |
| Tratamiento Dasonómico: Montes de los Barrios - Ordenación por montes - Ordenación. Resumen - Estado forestal | | | | |                                   |                           |                         |

#### sexta concesión: 08 / 04 / 1897
| Montes de Algeciras - Montes de Tarifa | Montes de Algeciras - Montes de Tarifa | Montes de Algeciras - Montes de Tarifa | Montes de Algeciras - Montes de Tarifa | Montes de Algeciras - Montes de Tarifa | Montes de Algeciras - Montes de Tarifa | Montes de Algeciras - Montes de Tarifa | Montes de Algeciras - Montes de Tarifa |
| --- | --- | --- | --- | --- | -------------------------------------- | -------------------------------------- | -------------------------------------- |
| Observaciones: Montes de Algeciras Por hacer | | | | |                                        |                                        |                                        |
| Observaciones: Montes de Tarifa Por hacer | | | | |                                        |                                        |                                        |
| Montes Incluidos n.º Catalogo Provincial...de 1864/1901 - CUP 2015 | Montes Incluidos n.º Catalogo Provincial...de 1864/1901 - CUP 2015 | Montes Incluidos n.º Catalogo Provincial...de 1864/1901 - CUP 2015 | Montes Incluidos n.º Catalogo Provincial...de 1864/1901 - CUP 2015 | Montes Incluidos n.º Catalogo Provincial...de 1864/1901 - CUP 2015 | Municipio                              | Ubicación                              |                                        |
| Algamasilla (2)CA-50035-AY, Comares (3) CA-50050-AY, Las Corzas (4) CA-50036-AY, Majadal Alto (5) CA-50052-AY | Algamasilla (2)CA-50035-AY, Comares (3) CA-50050-AY, Las Corzas (4) CA-50036-AY, Majadal Alto (5) CA-50052-AY | Algamasilla (2)CA-50035-AY, Comares (3) CA-50050-AY, Las Corzas (4) CA-50036-AY, Majadal Alto (5) CA-50052-AY | Algamasilla (2)CA-50035-AY, Comares (3) CA-50050-AY, Las Corzas (4) CA-50036-AY, Majadal Alto (5) CA-50052-AY | Algamasilla (2)CA-50035-AY, Comares (3) CA-50050-AY, Las Corzas (4) CA-50036-AY, Majadal Alto (5) CA-50052-AY | Algeciras                              | 36°08′00″N 5°27′00″O                   |                                        |
| Ahumada (6) CA-50053-AY, Betis (7) CA-50008-AY, Bujeo (8)CA-50007-AY, Caleruelas (9) CA-50054-AY, Facina (10) CA-50009-AY, Lagunilla (11) CA-50055-AY, Peña (12) CA-50011-AY, Puerto Llano (13) CA-50012-AY, Salada Vieja (14) CA-50013-AY, S. Plata (15) CA-50014-AY, Zorrillos (16) CA-50015-AY | Ahumada (6) CA-50053-AY, Betis (7) CA-50008-AY, Bujeo (8)CA-50007-AY, Caleruelas (9) CA-50054-AY, Facina (10) CA-50009-AY, Lagunilla (11) CA-50055-AY, Peña (12) CA-50011-AY, Puerto Llano (13) CA-50012-AY, Salada Vieja (14) CA-50013-AY, S. Plata (15) CA-50014-AY, Zorrillos (16) CA-50015-AY | Ahumada (6) CA-50053-AY, Betis (7) CA-50008-AY, Bujeo (8)CA-50007-AY, Caleruelas (9) CA-50054-AY, Facina (10) CA-50009-AY, Lagunilla (11) CA-50055-AY, Peña (12) CA-50011-AY, Puerto Llano (13) CA-50012-AY, Salada Vieja (14) CA-50013-AY, S. Plata (15) CA-50014-AY, Zorrillos (16) CA-50015-AY | Ahumada (6) CA-50053-AY, Betis (7) CA-50008-AY, Bujeo (8)CA-50007-AY, Caleruelas (9) CA-50054-AY, Facina (10) CA-50009-AY, Lagunilla (11) CA-50055-AY, Peña (12) CA-50011-AY, Puerto Llano (13) CA-50012-AY, Salada Vieja (14) CA-50013-AY, S. Plata (15) CA-50014-AY, Zorrillos (16) CA-50015-AY | Ahumada (6) CA-50053-AY, Betis (7) CA-50008-AY, Bujeo (8)CA-50007-AY, Caleruelas (9) CA-50054-AY, Facina (10) CA-50009-AY, Lagunilla (11) CA-50055-AY, Peña (12) CA-50011-AY, Puerto Llano (13) CA-50012-AY, Salada Vieja (14) CA-50013-AY, S. Plata (15) CA-50014-AY, Zorrillos (16) CA-50015-AY | Tarifa                                 | 36°01′00″N 5°36′00″O                   |                                        |
| Extensión (Ha) | Promotor | Solicitud | Concesión | Titular Ordenación | Empresa                                | Ejecución                              | Fianza (Ptas.)                         |
| 1.737 | José Lameyer González | 18/09/1893 | 08/04/ 1897 (BOE) | José Lameyer González | Larios Hnos.                           | 2 años                                 | 8.314                                  |
| 6.608 | José Lameyer González | 18/09/1893 | 08/04/ 1897 (BOE) | José Lameyer González | Larios Hnos.                           | 2 años                                 | 8.314                                  |
| Proyecto | Ingeniero firmante | Tasación | Ingeniero tasador | Valor Proyecto (Ptas.) | Subasta                                | Garantia puja (Ptas.)                  | Adjudicatario subasta                  |
| 1904 | José García-Blanco Romero | | | 34.972,50 | 18/08/ 1905 (BOE)                      | 56.623,60                              | José Lameyer González                  |
| 1911 | José García-Blanco Romero | | | 204.301,75 | 10/07/1912 (BOE)                       | 332.331,75                             | José Lameyer González                  |
| Periodo explotación | Plan Especial | Tasación total (Ptas.) | V. Corcho (Quintal métrico) | V. Madera (Estéreos) | Plan Mejoras (Ptas.)                   | Ingeniero primera Rev.                 | Revisiones                             |
| 20 años | 20 años | 433.021,95 | 31.016 | 7.667 | 144.929,70                             | Ilegible                               | 1913 (1942, 1952, 1961)                |
| 20 años | 10 años | 2.560.189,87 | 115.966,90 | 33.822.500 | 233.666,69                             | F. Atienza                             | 1919 (1946, 1958, 1967)                |
| Código | Estado actual | Estado actual | Estado actual | Aprobado | Ingeniero                              | Adjunto                                | Pendiente                              |
| PU-101 | séptima Revisión y octavo Plan Especial del Proyecto de Ordenación del "Grupo de montes de Algeciras" (CA-50003-CCAY) | séptima Revisión y octavo Plan Especial del Proyecto de Ordenación del "Grupo de montes de Algeciras" (CA-50003-CCAY) | séptima Revisión y octavo Plan Especial del Proyecto de Ordenación del "Grupo de montes de Algeciras" (CA-50003-CCAY) | 18/05/2005 |                                        |                                        | Si (desde 2015)                        |
| PU-047 | séptima Revisión y octavo Plan Especial del Proyecto de Ordenación del grupo de montes de Tarifa | séptima Revisión y octavo Plan Especial del Proyecto de Ordenación del grupo de montes de Tarifa | séptima Revisión y octavo Plan Especial del Proyecto de Ordenación del grupo de montes de Tarifa | 21/02/2001 |                                        |                                        | Si (desde 2011)                        |
| Tratamiento Dasonómico: Montes de AlgecirasAnálisis hecho en 1907: Por lo que toca al Proyecto de ordenación de los montes de Algeciras, de que es autor el Ingeniero de Montes D. José García Blanco, que comprenden una extensión de 1677,6132 hectáreas, y cuyos datos para el Inventario se tomaron á fines de 1902, debemos indicar que este grupo de montes, que componen una sola sección de ordenación, se ha dividido en tres cuarteles, A, B y C, habiéndose, á su vez, dividido el primero en 16 tranzones, de cabida media forestal cada uno de ellos de 40 hectáreas; el B, en 15, de superficie media, salvo un tranzón que abarca 50, de 38 hectáreas, y el C, en 16 tranzones, cuya cabida media es 26 hectáreas; por consecuencia, quedan divididos los montes de Algeciras en 47 tranzones, que en cifras redondas, y como superficie media, podemos decir que cada tranzón tiene 30 o 40 hectáreas. (...)los turnos más convenientes son el de nueve años para el tronco, y diez y once años para las ramas. El Sr. García Blanco, después de razonar acerca de las ventajas é inconvenientes de algunos métodos de ordenación, y no considerando aplicable ninguno de ellos á los montes de que se trata, inventa uno, que consiste en dividir cada cuartel en un cierto nú- mero de tranzones, que ya se ha indicado, superior al de años de que consta el turno máximo de descorche, y agrupa convenientemente estos tranzones en cada período para constituir en cada una de las zonas de descorche, ó sea troncos y ramas, aprovechamientos anuales, en número igual á los años que comprende el turno que á cada zona de descorche, superior é inferior, se aplique. (…) Este sistema de ordenación, que tal vez pudiéramos llamar método de ordenación por entresaca de tranzones, llevado á su límite, ó sea el de aumentar el número de éstos de modo extraordinario, se convertiría en el aprovechamiento del corcho de un modo discontinuo, ó sea por entresaca. (…) el método de que tratamos ha de dar muy buenos resultados, y, en nuestro concepto, merece plácemes el Sr. García Blanco, por lo muy estudiado que está el asunto, objeto del mencionado Proyecto de ordenación, y por el grande y acertado trabajo que representa. Primitivo Artigas y Teixidor | | | | |                                        |                                        |                                        |
| Tratamiento Dasonómico: Montes de Tarifa Por hacer | | | | |                                        |                                        |                                        |

#### séptima concesión: 01 / 07 / 1897
| Dehesa y Cucaderos                                   | Dehesa y Cucaderos                                                                                       | Dehesa y Cucaderos                                                                                       | Dehesa y Cucaderos                                                                                       | Dehesa y Cucaderos                                      | Dehesa y Cucaderos      | Dehesa y Cucaderos     | Dehesa y Cucaderos    |
| ---------------------------------------------------- | --- | --- | --- | ------------------------------------------------------- | ----------------------- | ---------------------- | --------------------- |
| Observaciones: Dehesa y Cucaderos Por hacer          | | | |                                                         |                         |                        |                       |
| CUP 2015                                             | Montes Incluidos n.º Catalogo Provincial...de 1864/1901                                                  | Montes Incluidos n.º Catalogo Provincial...de 1864/1901                                                  | Montes Incluidos n.º Catalogo Provincial...de 1864/1901                                                  | Montes Incluidos n.º Catalogo Provincial...de 1864/1901 | Municipio               | Ubicación              |                       |
| [ Ficha]                                             | Monte del Coto (12)                                                                                      | Monte del Coto (12)                                                                                      | Monte del Coto (12)                                                                                      | Monte del Coto (12)                                     | Algatocín               | 36°34′22″N 5°16′32″O   |                       |
| [ Ficha]                                             | Suerte de Villaluenga (53),                                                                              | Suerte de Villaluenga (53),                                                                              | Suerte de Villaluenga (53),                                                                              | Suerte de Villaluenga (53),                             | Villaluenga del Rosario | 36°41′49″N 5°23′01″O   |                       |
| MA-50010-AY Ficha                                    | La Dehesa (63)                                                                                           | La Dehesa (63)                                                                                           | La Dehesa (63)                                                                                           | La Dehesa (63)                                          | Jimera de Líbar         | 36°39′03″N 5°16′30″O   |                       |
| MA-50013-AY Ficha                                    | Los Cucaderos                                                                                            | Los Cucaderos                                                                                            | Los Cucaderos                                                                                            | Los Cucaderos                                           | Montejaque              | 36°44′15″N 5°15′00″O   |                       |
| Extensión (Ha)                                       | Promotor                                                                                                 | Solicitud                                                                                                | Concesión                                                                                                | Titular Ordenación                                      | Empresa                 | Ejecución              | Fianza (Ptas.)        |
|                                                      | Juan Valor y Valor                                                                                       | | 11/07/1897 (BOE)                                                                                         | Juan Valor y Valor                                      |                         | 2 año                  | 1.142                 |
| Proyecto                                             | Ingeniero firmante                                                                                       | Tasación                                                                                                 | Ingeniero tasador                                                                                        | Valor Proyecto (Ptas.)                                  | Subasta                 | Garantia puja (Ptas.)  | Adjudicatario subasta |
|                                                      | | | |                                                         |                         |                        |                       |
| Periodo explotación                                  | Plan Especial                                                                                            | Tasación total (Ptas.)                                                                                   | V. Corcho (Quintal métrico)                                                                              | V. Madera (Estéreos)                                    | Plan Mejoras (Ptas.)    | Ingeniero primera Rev. | Revisiones            |
| 20 años                                              | 10 años                                                                                                  | | |                                                         |                         |                        |                       |
| Código                                               | Estado actual                                                                                            | Estado actual                                                                                            | Estado actual                                                                                            | Aprobado                                                | Ingeniero               | Adjunto                | Pendiente             |
| PU-075                                               | tercera Revisión y cuarto Plan Especial del Proyecto de Ordenación del monte "Cucaderos" (MA-50013-CCAY) | tercera Revisión y cuarto Plan Especial del Proyecto de Ordenación del monte "Cucaderos" (MA-50013-CCAY) | tercera Revisión y cuarto Plan Especial del Proyecto de Ordenación del monte "Cucaderos" (MA-50013-CCAY) | 1/10/2003                                               |                         |                        | Si (desde 2013)       |
| Tratamiento Dasonómico: Dehesa y Cucaderos Por hacer | | | |                                                         |                         |                        |                       |

#### octava concesión: 11 / 12 / 1902
| Lomas y Matagallardo | Lomas y Matagallardo | Lomas y Matagallardo | Lomas y Matagallardo | Lomas y Matagallardo | Lomas y Matagallardo                                    | Lomas y Matagallardo        | Lomas y Matagallardo | Lomas y Matagallardo |
| --- | --- | --- | --- | --- | ------------------------------------------------------- | --------------------------- | -------------------- | -------------------- |
| Observaciones: Lomas y MatagallardoEl monte Lomas y Matagallardo es un predio pequeño que queda fuera de las primeras grandes concesiones manejadas por las grandes compañías, siendo el promotor de su ordenación un empresario local (Rafael Bohórquez Rubiales, de Ubrique ), que probablemente ya disfrutaba de los aprovechamientos forestales mediante arriendos municipales y contratos parciales. En la práctica los montes no se deslindaron y no se llegaron a entregar, por lo que los estudios no se comenzaron nunca. En 2006, al amparo de las leyes autonómicas sobre ordenación de montes públicos, se finaliza el expediente de deslinde y se realiza, por su pequeña extensión, no un Proyecto, sino un Plan Técnico de Ordenación. El 27/11/2015 se aprueba la primera Revisión actualmente vigente. | | | | |                                                         |                             |                      |                      |
| CUP 2015 | Montes Incluidos n.º Catalogo Provincial...de 1864/1901 | Montes Incluidos n.º Catalogo Provincial...de 1864/1901 | Montes Incluidos n.º Catalogo Provincial...de 1864/1901 | Montes Incluidos n.º Catalogo Provincial...de 1864/1901 | Montes Incluidos n.º Catalogo Provincial...de 1864/1901 | Municipio                   | Ubicación            |                      |
| CA-50023-AY Ficha | Lomas y Matagallardo (21) | Lomas y Matagallardo (21) | Lomas y Matagallardo (21) | Lomas y Matagallardo (21) | Lomas y Matagallardo (21)                               | Villaluenga del Rosario     | 36°41′49″N 5°23′01″O |                      |
| Extensión (Ha) | Promotor | Memoria | Solicitud | Concesión | Titular Ordenación                                      | Empresa                     | Ejecución            | Fianza (Ptas.)       |
| | Rafael Bohórquez y Rubiales | Enrique Mackay | 17/02/ 1900 | 11/12/ 1902 (BOE) | Rafael Bohórquez y Rubiales                             | Familia Bohórquez (Ubrique) | 1 año                | 294                  |
| Código | Estado actual | Estado actual | Estado actual | Estado actual | Aprobado                                                | Ingeniero                   | Adjunto              | Pendiente            |
| PU-270 | primera Revisión del Plan Técnico de Ordenación de Montes del Ayuntamiento de Villaluenga del Rosario (CA-50023-AY) en el P.N. Sierra de Grazalema (Villaluenga del Rosario) | primera Revisión del Plan Técnico de Ordenación de Montes del Ayuntamiento de Villaluenga del Rosario (CA-50023-AY) en el P.N. Sierra de Grazalema (Villaluenga del Rosario) | primera Revisión del Plan Técnico de Ordenación de Montes del Ayuntamiento de Villaluenga del Rosario (CA-50023-AY) en el P.N. Sierra de Grazalema (Villaluenga del Rosario) | primera Revisión del Plan Técnico de Ordenación de Montes del Ayuntamiento de Villaluenga del Rosario (CA-50023-AY) en el P.N. Sierra de Grazalema (Villaluenga del Rosario) | 27/11/2015                                              |                             |                      | NO                   |
| Tratamiento Dasonómico: Lomas y MatagallardoDescripción del estado del monte en el pliego de autorización para realizar los estudios necesarios para la redacción del Proyecto de Ordenación en 1902: ...que el monte de que se trata pertenece al pueblo citado por transacción hecha en 1648 entre el Sr. Duque de Arcos y 1as cuatro Villas hermanas, asignándose posteriormente, y por consecuencia del reparto de los términos de las mismas, la propiedad del predio que nos ocupa al repetido pueblo; que el enclavado más pequeño de los dos situados junto al lindero occidental del monte, tiene separados sus dominios, perteneciendo el suelo a un particular y el vuelo al pueblo, y si bien el condominio citado no impide ni perturba la Ordenación, es conveniente la consolidación del mismo; que el predio no se halla deslindado, ni, por tanto, amojonado, y fue declarado dehesa boyal por Real orden de 30 de Junio de 1893 á instancia del pueblo propietario, que aprovecha por esta razón gratuitamente los pastos y las leñas rodadas y de monte bajo; que el último arriendo del corcho terminó en 1897, sin que desde esta fecha se haya realizado pela alguna; que 1a superficie del monte puede considerarse como de llanura, pues las mayores pendientes no exceden del 10 por 100; que el ingeniero Ordenador encargado de la comprobación de la Memoria valora el quintal métrico de corcho a los veinte días de extraído en el monte en 10 pesetas, la montanera en 2.480 pe setas y el estéreo de leña en 2 pesetas; que el mismo Ingeniero propone como mejoras urgentes a realizar la limpia de suelos ó vuelos de alcornoque en 550 metros cuadrados por hectárea poblada de dicha especie, valorando su coste en 55 pesetas, y !a repoblación con plantas de alcornoque, desarrolladas en macetas; que la Memoria presentada está redactada con arreglo a lo prevenido en el Real decreto de 31 de Mayo de 1901; que no existiendo en la provincia monte alguno ordenado, se carece de datos para fijar á priori ni aun aproximadamente, el importe del plan de mejoras para deducirlo del valor de las unidades de los diversos productos, y que si bien la pequeñez de la superficie no da lugar más que a constituir un solo cuartel de corta, lo valioso de la especie que forma el vuelo consiente estudiarlo en un solo proyecto; y Considerando que se han cumplido los preceptos contenidos en el Real decreto de 31 de Mayo de 1901, que regula la forma en que pueden autorizarse los estudios de Ordenación en montes de utilidad pública; que es preciso realizar sin demora el deslinde del monte con el fin de impedir intrusiones; que aunque en nada contraria el actual estado de condominio del menor de los dos enclavados situados en el límite occidental del predio, es conveniente estudiar y realizar la refundición preceptuada en el art. 6.° de la ley de 24 de Mayo de 1863; que es igualmente preciso proceder sin dilación a la limpia y roza de los suelos; que el desbornizamiento propuesto por el Ingeniero Ordenador puede y debe aplazarse hasta que, aprobado el proyecto de Ordenación, que se practique, y adjudicada la subasta, sea obligación del rematante ejecutarlo; que por ser dehesa boyal el monte de que se trata, no pueden subastarse los pastos y leñas rodadas y de monte bajo, por tener derecho los Vecinos del pueblo propietario a aprovecharlos vecinalmente; y que los precios que sin deducción del plan de mejoras deben fijarse para la valoración de los productos, son los propuestos por la Inspección, de acuerdo con el Ingeniero Ordenador; S. M. el Rey... Real Orden del 4 de diciembre de 1902 autorizando la ordenación del monte Lomas y Matagallardo | | | | |                                                         |                             |                      |                      |

#### novena concesión: 29 / 09 / 1906
| Coto y Vega del Río - La Cancha                       | Coto y Vega del Río - La Cancha | Coto y Vega del Río - La Cancha | Coto y Vega del Río - La Cancha | Coto y Vega del Río - La Cancha                         | Coto y Vega del Río - La Cancha | Coto y Vega del Río - La Cancha | Coto y Vega del Río - La Cancha |
| ----------------------------------------------------- | --- | --- | --- | ------------------------------------------------------- | ------------------------------- | ------------------------------- | ------------------------------- |
| Observaciones: Coto y Vega del Río Por hacer          | | | |                                                         |                                 |                                 |                                 |
| Observaciones: La Cancha Por hacer                    | | | |                                                         |                                 |                                 |                                 |
| CUP 2015                                              | Montes Incluidos n.º Catalogo Provincial...de 1864/1901 | Montes Incluidos n.º Catalogo Provincial...de 1864/1901 | Montes Incluidos n.º Catalogo Provincial...de 1864/1901 | Montes Incluidos n.º Catalogo Provincial...de 1864/1901 | Municipio                       | Ubicación                       |                                 |
| MA-50009-AY Ficha                                     | Coto y Vega del Río (27) | Coto y Vega del Río (27) | Coto y Vega del Río (27) | Coto y Vega del Río (27)                                | Algatocín                       | 36°34′22″N 5°16′32″O            |                                 |
| MA-50024-AY Ficha                                     | La Cancha (31) | La Cancha (31) | La Cancha (31) | La Cancha (31)                                          | Villaluenga del Rosario         | 36°41′49″N 5°23′01″O            |                                 |
| Extensión (Ha)                                        | Promotor | Solicitud | Concesión | Titular Ordenación                                      | Empresa                         | Ejecución                       | Fianza (Ptas.)                  |
|                                                       | José Lameyer González | 25/04/1894 | (primera concesión de 1902 anulada en 1904) 29/09/1906(BOE) | José Lameyer González                                   | Larios Hnos.                    | 2 años                          | 732                             |
|                                                       | José Lameyer González | 25/04/1894 | (primera concesión de 1902 anulada en 1904) 29/09/1906(BOE) | José Lameyer González                                   | Larios Hnos.                    | 2 años                          | 732                             |
| Proyecto                                              | Ingeniero firmante | Tasación | Ingeniero tasador | Valor Proyecto (Ptas.)                                  | Subasta                         | Garantia puja (Ptas.)           | Adjudicatario subasta           |
|                                                       | José García-Blanco Romero | | |                                                         |                                 |                                 | José Lameyer González           |
| 1914                                                  | José García-Blanco Romero | 1917 | |                                                         |                                 |                                 | José Lameyer González           |
| Periodo explotación                                   | Plan Especial | Tasación total (Ptas.) | V. Corcho (Quintal métrico) | V. Madera (Estéreos)                                    | Plan Mejoras (Ptas.)            | Ingeniero primera Rev.          | Revisiones                      |
| 20 años                                               | 10 años | | |                                                         |                                 |                                 |                                 |
| 20 años                                               | 10 años | | |                                                         |                                 | A. García                       | 1931 (1941, 1951, 1961)         |
| Código                                                | Estado actual | Estado actual | Estado actual | Aprobado                                                | Ingeniero                       | Adjunto                         | Pendiente                       |
| PU-081                                                | novena Revisión y décimo Plan Especial del Proyecto de Ordenación del grupo de montes "Coto y Vega del Río" (MA-50009-CCAY) y "Veranil y Carboneras" (MA-50001-CCAY) | novena Revisión y décimo Plan Especial del Proyecto de Ordenación del grupo de montes "Coto y Vega del Río" (MA-50009-CCAY) y "Veranil y Carboneras" (MA-50001-CCAY) | novena Revisión y décimo Plan Especial del Proyecto de Ordenación del grupo de montes "Coto y Vega del Río" (MA-50009-CCAY) y "Veranil y Carboneras" (MA-50001-CCAY) | 31/10/2003                                              |                                 |                                 | Si (desde 2013)                 |
| PU-202                                                | noveno Revisión y décimo Plan Especial del Proyecto de Ordenación del monte "La Cancha" (MA-50024-AY)                                                                | noveno Revisión y décimo Plan Especial del Proyecto de Ordenación del monte "La Cancha" (MA-50024-AY)                                                                | noveno Revisión y décimo Plan Especial del Proyecto de Ordenación del monte "La Cancha" (MA-50024-AY)                                                                | 1/12/2010                                               |                                 |                                 | No (hasta 2020)                 |
| Tratamiento Dasonómico: Coto y Vega del Río Por hacer | | | |                                                         |                                 |                                 |                                 |
| Tratamiento Dasonómico:: La Cancha Por hacer          | | | |                                                         |                                 |                                 |                                 |

#### 10.ª concesión: 25 / 10 / 1906
| Los Arenales - Pinar del Rey | Los Arenales - Pinar del Rey                                                                               | Los Arenales - Pinar del Rey                                                                               | Los Arenales - Pinar del Rey                                                                               | Los Arenales - Pinar del Rey                            | Los Arenales - Pinar del Rey    | Los Arenales - Pinar del Rey      | Los Arenales - Pinar del Rey |
| --- | --- | --- | --- | ------------------------------------------------------- | ------------------------------- | --------------------------------- | ---------------------------- |
| Observaciones: Los Arenales La primera referencia documental que tenemos de la explotación corchera de los bosques andaluces, es de 1839 en Jimena de la Frontera (Cádiz), donde existía una fábrica propiedad de los hermanos catalanes José y Benito Pons, que tuvo problemas con el Ayuntamiento por estar recibiendo corchos verdes segunderos y por falta de acuerdo en el pago de un canon municipal (REGUEIRA,2000). V. JURADO, A. GARCÍA El monte “Los Arenales” pertenece al Ayuntamiento de Jimena de la Frontera. Este monte fue donado por la Corona a la ciudad en la época de la Reconquista, teniendo el municipio inscrito el pleno dominio en el registro desde el siete de abril de 1864. Se trata de un monte que pese a su pequeño tamaño, tarda 20 años desde que se solicita permiso para realizar estudios en 1903, hasta que se subasta: se concede permiso para realizar el Proyecto de Ordenación en 1906 pero no se realiza el deslinde previo hasta 1914, año de firma del proyecto que se aprueba un año después, para tardar aun seis años en entrar en vigencia la primera ordenación en 1921. Con posterioridad a la misma se han realizado cinco Revisiones y seis Planes Especiales. La última Revisión, vigente durante el decenio 1971-72 a 1980-81, fue redactada por el Ingeniero de Montes D. Víctor García Fernández. Desde entonces deberían haberse realizado tres Revisiones y tres Planes Especiales más, los correspondientes a los decenios 1981-82 a 1990-91, 1991-92 a 2000-01 y el que debería estar vigente en la actualidad que correspondería al periodo de 2001-02 a 2010-11. De hecho, en 1991 se empezó a redactar la revisión correspondiente al periodo 1992-2000, pero no fue terminada y nunca llegó a aprobarse. | | | |                                                         |                                 |                                   |                              |
| Observaciones: Pinar del Rey La finca “Pinar del Rey y Dehesilla” fue donada a San Roque por Fernando IV en 1310. Los permisos previos a la ordenación se solicitaron junto a los del monte Los Arenales en 1903 concediendose el permiso para realizarla en 1906, fue deslindado en 1899 y amojonado en 1908, y el proyecto se realizó en 1914 y se aprobó un año después. Hasta 1922 no se subasta y comienza el Primer Plan Especial. En 1929 se redacta una primera Revisión que se rechaza al año siguiente por estar hecha precipitadamente, pero no es hasta finales de 1935 que se ordena realizarla de nuevo, por lo que al estallar la Guerra Civil meses después, se queda sin hacer. Así, de 1930 a 1940, los aprovechamientos se realizan en función de los Planes Anuales basados en la primera Revisión desaprobada, hasta que por fin se aprueba en 1942. La segunda Revisión se realiza en 1952 y se aprueba en 1957, y la tercera parece que se realizó en 1972 aunque se perdió el documento. Desde agosto de 2007 esta vigente la cuarta Revisión. | | | |                                                         |                                 |                                   |                              |
| CUP 2015 | Montes Incluidos n.º Catalogo Provincial...de 1864/1901                                                    | Montes Incluidos n.º Catalogo Provincial...de 1864/1901                                                    | Montes Incluidos n.º Catalogo Provincial...de 1864/1901                                                    | Montes Incluidos n.º Catalogo Provincial...de 1864/1901 | Municipio                       | Ubicación                         |                              |
| CA-50040-AY Ficha | Los Arenales (50)                                                                                          | Los Arenales (50)                                                                                          | Los Arenales (50)                                                                                          | Los Arenales (50)                                       | Jimena de la Frontera           | 36°26′00″N 5°27′00″O              |                              |
| CA-50041-AY Ficha | Pinar del Rey (51)                                                                                         | Pinar del Rey (51)                                                                                         | Pinar del Rey (51)                                                                                         | Pinar del Rey (51)                                      | San Roque                       | 36°41′49″N 5°23′01″O              |                              |
| Extensión (Ha) | Promotor                                                                                                   | Solicitud                                                                                                  | Concesión                                                                                                  | Titular Ordenación                                      | Empresa                         | Ejecución                         | Fianza (Ptas.)               |
| 308 | Manuel Arizmendi                                                                                           | 19/01/1903                                                                                                 | 25/10/ 1906 (BOE)                                                                                          | Larios Hnos.                                            | Larios Hnos.                    | 3 años                            | 669                          |
| 361 | Manuel Arizmendi                                                                                           | 19/01/1903                                                                                                 | 25/10/ 1906 (BOE)                                                                                          | Larios Hnos.                                            | Larios Hnos.                    | 3 años                            | 669                          |
| Proyecto | Ingeniero firmante                                                                                         | Tasación                                                                                                   | Ingeniero tasador                                                                                          | Valor Proyecto (Ptas.)                                  | Subasta                         | Garantia puja (Ptas.)             | Adjudicatario subasta        |
| 1914 | José García-Blanco Romero                                                                                  | 1915 | |                                                         | 1921                            |                                   | Larios Hnos.                 |
| 1914 | José García-Blanco Romero                                                                                  | 1915 | |                                                         | 1922                            |                                   | Larios Hnos.                 |
| Periodo explotación | Plan Especial                                                                                              | Tasación total (Ptas.)                                                                                     | V. Corcho (Quintal métrico)                                                                                | V. Madera (Estéreos)                                    | Plan Mejoras (Ptas.)            | Ingeniero primera Rev.            | Revisiones                   |
| 20 años | 10 años | | |                                                         |                                 | G. Avila                          | 1932 (1942, 1956, 1962)      |
| 20 años | 10 años | | |                                                         | 1942 (1952, 1972)               |                                   |                              |
| Código | Estado actual                                                                                              | Estado actual                                                                                              | Estado actual                                                                                              | Aprobado                                                | Ingeniero                       | Adjunto                           | Pendiente                    |
| PU-093 | octava Revisión y noveno Plan Especial del Proyecto de Ordenación del monte "Los Arenales" (CA-50040-CCAY) | octava Revisión y noveno Plan Especial del Proyecto de Ordenación del monte "Los Arenales" (CA-50040-CCAY) | octava Revisión y noveno Plan Especial del Proyecto de Ordenación del monte "Los Arenales" (CA-50040-CCAY) | 21 /07 /2004                                            | Mª Dolores Carrasco Gotarredona | Felipe Oliveros Pruaño            | SI (desde 2014)              |
| PU-152 | cuarta Revisión del Proyecto de Ordenación del monte "Pinar del Rey y Dehesilla" (CA-70041-AY)             | cuarta Revisión del Proyecto de Ordenación del monte "Pinar del Rey y Dehesilla" (CA-70041-AY)             | cuarta Revisión del Proyecto de Ordenación del monte "Pinar del Rey y Dehesilla" (CA-70041-AY)             | 13/ 07/ 2009                                            | Ricardo Olivera García          | Miguel Cueto Álvarez de Sotomayor | NO (hasta 2019)              |
| Tratamiento Dasonómico: Los ArenalesEs un monte en el que la masa de alcornoque se encuentra con un problema de envejecimiento debido a la falta de regeneración natural. Esto ha provocado que en la actualidad la persistencia de estas masas forestales no esté garantizada. Esta situación ha sido fruto de la conjunción de múltiples factores, entre los que destaca, como uno de los principales, la intensa explotación a la que han estado sometidos desde la antigüedad, donde las cortas “a hecho” o “a matarrasa” eran una práctica frecuente para la obtención de madera, curtientes, carbones y leñas. La situación mejoró a finales del siglo XIX, cuando se generalizó la comercialización del corcho, que dio lugar un aumento en el interés por su conservación y en una disminución de las prácticas anteriormente descritas. No obstante, en épocas de precios bajos del corcho o de penuria económica, se produjeron grandes abusos en los montes, que afectaron más a los montes públicos, procediéndose a la corta de fincas enteras. A estas prácticas hay que añadir el aprovechamiento ganadero y los incendios asociados al mismo, que han supuesto un impedimento a la regeneración del arbolado. Desde los años 60 se ha eliminado el pastoreo con ganado cabrío, esto trajo una relativa mejora en la cantidad de regeneración, aunque la calidad de esta es mediocre ya que se trata, en su mayoría, de brotes de raíz y de cepas, que dan lugar, en general, a árboles menos vigorosos y menos longevos. Además, el incremento rapidísimo de las poblaciones de ciervo desde los años 60 hasta la actualidad, llegando a cargas muy por encima de lo que el monte puede soportar, ha vuelto a complicar la situación.                        | | | |                                                         |                                 |                                   |                              |
| Tratamiento Dasonómico: Pinar del Rey Según el Inventario realizado en el primer Proyecto de Ordenación, la mayor parte del monte estaba poblada por alcornocal muy claro y superficies rasas y tan solo una sexta parte estaba ocupada por pino piñonero, por lo que se concluyó que la prioridad era crear masa arbórea. Pero se propuso la repoblación con pino ya que la de alcornoque era costosa y poco segura. Se proponían cortas en superficies continuas -aclareos sucesivos- y cortas en superficies discontinuas por bosquetes, con predominio de las primeras, tratando de lograr una masa regular. Estos métodos de corta se aplicaron durante unos años pero a la vista del fracaso de la regeneración natural, se cambió al método de entresaca por pie de árbol. | | | |                                                         |                                 |                                   |                              |

### Primeras Revisiones: éxitos y polémicas

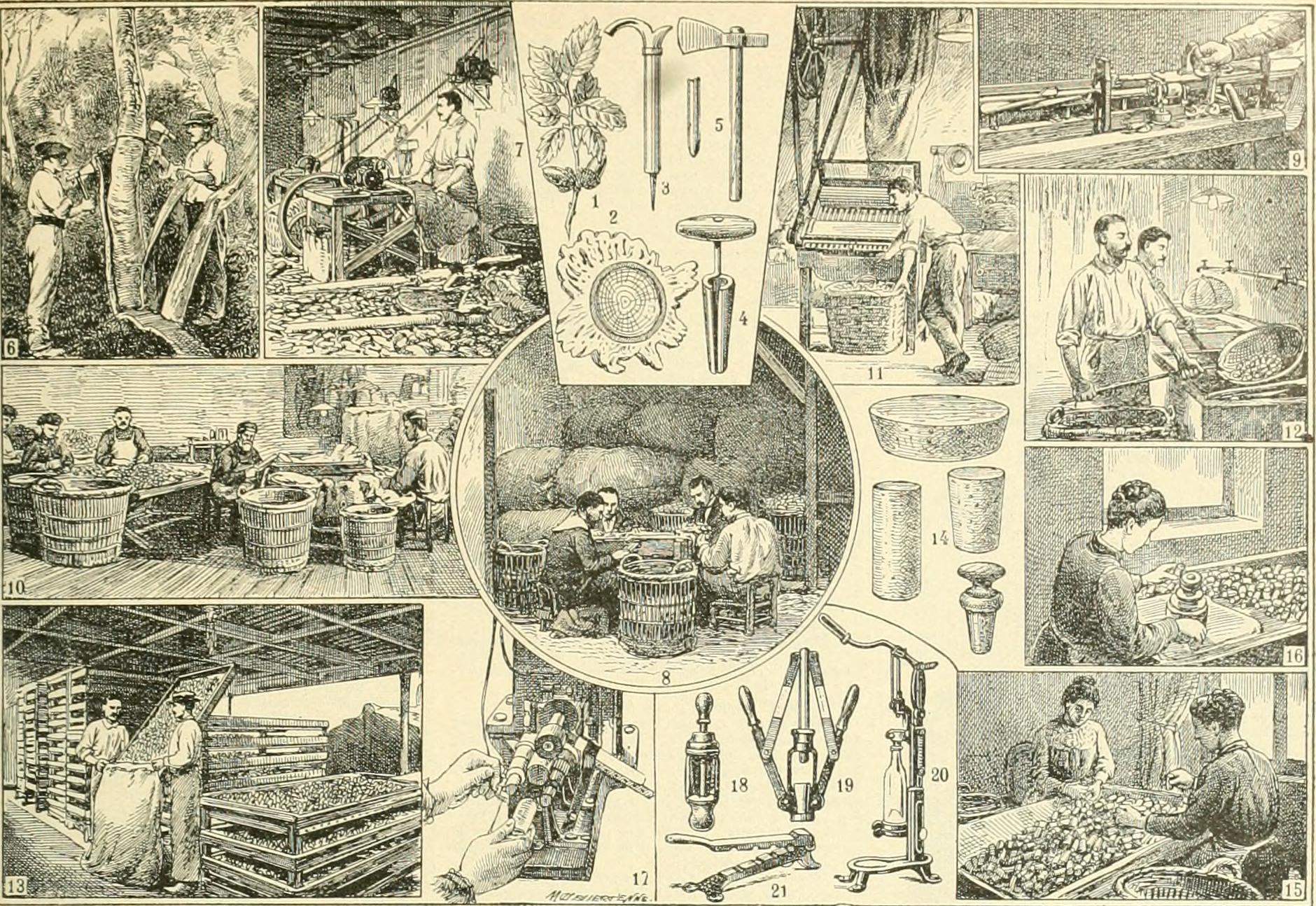
Grabado sobre los trabajos de la industria taponera, en la Enciclopedia Larousse Universal de 1922

Al cambiar el siglo, tras cinco décadas de la creación de los Cuerpos de Ingenieros en España (el de Montes en 1846), la administración y la opinión públicas vivían, en general, un momento de euforia sobre la labor que estas instituciones realizaban en beneficio del país. El Ministerio de Fomento se esforzaba en presentar los éxitos obtenidos en minas, caminos o montes, respaldado por toda una serie de publicaciones especializadas, en una estrategia muchas veces orientada a la acción política.
En el campo forestal, se ponían sobre la mesa el Catálogo de los Montes Públicos..., que había salvado a gran parte de estos de la desamortización, las repoblaciones, la recién creada Sección Hidrológica y por supuesto las Ordenaciones. Aunque en la primera década del siglo XX era pronto para tener resultados reales de tales trabajos (los tiempos del monte no son los mismos de que los las carreteras o infraestructuras), tan pronto se produjeron las primeras revisiones de los Proyectos y se generaron datos positivos, a veces sesgados,  se publicaron a bombo y platillo.
En general, no se cuestionó el concepto silvicultural y técnico de las Ordenaciones, reconociéndose su importancia como herramienta de transformación y protección del monte, sus éxitos en prevención de incendios o en regularización de la renta, etc. Las críticas cuando llegaron, lo hicieron atacando los procedimientos regulados para las concesiones y subastas que facilitaban el monopolio de grandes compañías en el acceso a los predios públicos, los derechos de tanteo, los mecanismos de fijación de precios que hacían perder renta a los municipios propietarios, etc. Las críticas fueron más políticas que técnicas.

#### Los alcornocales andaluces y la decadencia ordenadora
En este contexto, los alcornocales andaluces entre los años 1907 y 1908, se convirtieron tanto en ejemplo de la política forestal, como en diana de sus adversarios. Con todas las concesiones posibles de ordenación de este tipo de masas ya resueltas, en realidad en aquel momento solo algunas se habían aprobado y estaban en ejecución (El Robledal y La Sauceda, Montes de Gaucín y Algatocín, Las Majadas de Ronda, Montes de Benarrabá, Montes de Alcalá de los Gazules  y Montes de Algeciras) y de ellas, solo las tres primeras acababan de pasar la primera revisión. Sin embargo, al ser el corcho más rentable y de resultados más inmediatos que la madera y sobre todo, por el incremento que había sufrido el precio del corcho en las últimas décadas, unos y otros encontraron argumentos para hacer de estos montes centro de la polémica.
La oposición de muchos Ayuntamientos a la ordenación de sus predios por considerar que dañaban sus intereses, junto a la constatación tras varias décadas de regulación forestal, de la monopolización que se había originado por parte de las grandes compañías, motivó una nueva legislación en 1908 que limitaba la acción privada y aumentaba el control del cuerpo facultativo en todo la relativo a la explotación de los montes.  La nueva regulación junto a la pronunciada caída del precio del corcho, lleva en la siguiente década, a un profundo parón en la iniciativa ordenadora y a una revisión de aquellos proyectos realizados en torno al cambio de siglo, más o menos rutinaria y en muchos casos orientada simplemente a desarrollar el Plan Especial de Aprovechamientos.
Aunque en 1930 se intenta una revitalización de la actividad forestal con la publicación de unas nuevas "Instrucciones para la Ordenación de Montes", la guerra civil y los años de la dictadura, llevan a que no sea hasta los años 90 con la cesión de competencias a las comunidades autónomas, cuando se actualizan exhaustivamente los viejos proyectos y se realizan aquellos que nunca llegaron a realizarse.

## Algunos protagonistas

### Carlos Castel
Carlos Castel y Clemente, nacido en Cantavieja el 4 de noviembre de 1845. Ingeniero de Montes, cuarto de la decimosexta promoción (1868), sirvió al Estado en Valencia y Guadalajara como profesor y catedrático, pero pasó a calidad de supernumerario en 1884 al ser elegido diputado a Cortes por Mora de Rubielos, comenzando una actividad política que duraría hasta 1904.  Fue también empresario forestal, siendo el primero que llevó a la práctica la ordenación de montes en nuestro país, entre ellos los alcornocales de El Robledal, La Sauceda y los Montes de Gaucín y Algarocín en 1890. Fue director y un prolífico articulista de la Revista Montes.

### José García-Blanco
José García-Blanco Romero nacido en Almadén el 25 de noviembre de 1865. Ingeniero de Montes, 1.º de la 36.ª promoción (1890), fue el ingeniero de montes que en activo y en la Sección de Ordenaciones de Málaga primero y como supernumerario de 1902 a 1914, realizó algunas de las más importantes ordenaciones de alcornocales públicos de Andalucía, de las que fue concesionario José Lameyer y compañía usufructuaria Larios Hermanos de Gibraltar.

### Santiago Olazábal

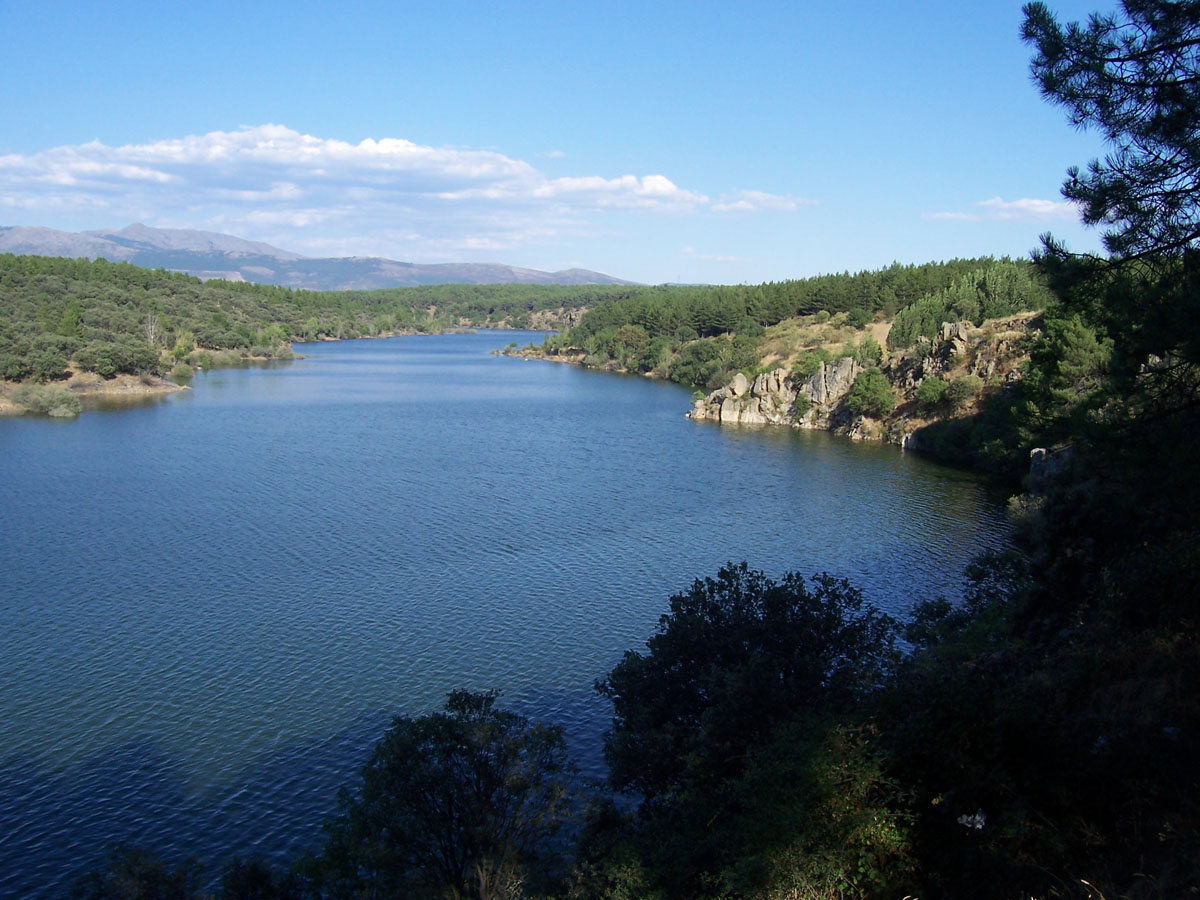
El Cuerpo Nacional de Ingenieros de Montes, a petición de una comisión creada el 28 de junio de 1888, presentó a través de Santiago de Olazábal, una propuesta de reforestación masiva de las márgenes del río Lozoya.

Santiago Olazabal y Gil de Muro, nacido en Palencia el 26 de enero de 1857. Ingeniero de montes, 1.º de la 32.ª promoción (1886) e hijo del también Ingeniero de Montes Lucas de Olazábal y Altuna (el que fue coautor de las Instrucciones para el servicio de las Ordenaciones de los montes públicos y profesor de la asignatura en la Escuela Especial de Ingenieros de Montes). Tras unos primeros años de profesor en la Escuela Preparatoria previa a los estudios de ingeniero de montes, es destinado al Servicio Hidrológico Forestal del Tajo, más concretamente en la Comisión de repoblación de la cuenca del Lozoya. Desde allí realizó un renombrado estudio para sanear las aguas de este río, del que se servía de agua potable la capital. 
Con el cambio de siglo se implicó empresarialmente en la realización de ordenaciones, para lo cual pasó a Supernumerario y durante unos años realizó trabajos como el Proyecto de Ordenación de los Montes de Alcalá de los Gazules, u otros en la Sierra de Guadarrama. Pero no tarda en volver al servicio activo integrándose en Inspección de Ordenaciones, por lo que desde otro nivel administrativo, tuteló también aquellas que afectan a los alcornocales andaluces.
A partir de 1914, pasada ya la euforia ordenadora y con los precios del corcho hundidos, Olazábal se integraría en la Escuela Especial de Ingenieros de Montes, de donde llegaría a ser director y donde coincidió durante dos décadas con García-Blanco, otro Ingeniero de Montes protagonista de este artículo.

### Eladio Caro
Eladio Caro y Velázquez de Castro, nacido en Granada el 14 de febrero de 1875. Ingeniero de Montes, segundo de la 45ª promoción (1900), cuyo primer destino fue en Ordenaciones de Jaén, pero que acordó permuta a Ordenaciones de Málaga con José García-Blanco al año siguiente. 
Desde ese puesto, en el que permanecería casi dos décadas, se convierte en protagonista inevitable de este artículo, al ser el encargado de supervisar tanto la realización de ordenaciones, como su posterior ejecución durante la explotación de los montes públicos, en un periodo en el que los alcornocales de Málaga estaban comenzando el proceso. Cuando este joven ingeniero se hace cargo del departamento en 1901, El Robledal, La Sauceda y los Montes de Gaucín y Algatocín ordenados por C. Castel en 1890 y subastados en 1894 y 1896, estaban a punto de terminar su primer Plan Especial y ser revisados, los Montes de Benarrabá y las Majadas de Ronda habían sido ya regulados y se subastaron en mayo de 1902 y otros como Coto y Vega del Río, La Cancha o Lomas y Matagallardo, acababan de empezar el proceso para ser ordenados. 
A Eladio Caro se deben las primeras revisiones de los proyectos de Ordenación de El Robledal y La Sauceda y sobre todo, los primeros trabajos sintetizando científicamente sus resultados, artículos y trabajos que fueron ampliamente referenciados en las primeras décadas del siglo XX en el contexto valorativo de las Ordenaciones.

### Enrique Mackay

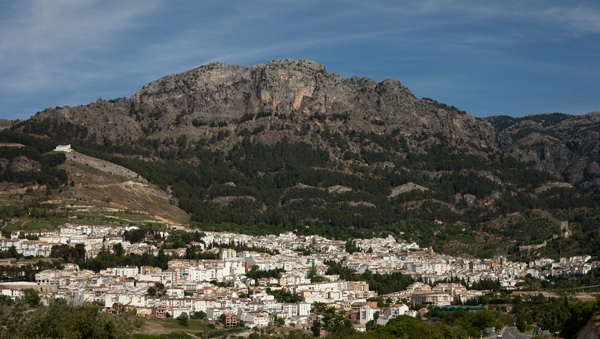
El pueblo de Cazorla, donde Enrique Mackay trabajó, vivió, se casó y murió en 1974.

Enrique Mackay Monteverde, nacido en Santa Cruz de Tenerife (Islas Canarias) el 25 de enero de 1876. Ingeniero de Montes, 1.º de la 43.ª promoción (1898). Estuvo destinado en la Sierra de Cazorla durante 26 años (hasta 1924) muchos de ellos en Ordenaciones como jefe de la segunda brigada de Jaén. A él se deben la ordenación de los principales montes de aquella sierra, una importante labor repobladora y la dotación de caminos e infraestructuras para la labor forestal. Hasta 1928 fue jefe del distrito forestal de Jaén y de ahí profesor de la Escuela Especial, sustituyendo a José García-Blanco como director de la misma en 1933. 
Coautor de las Instrucciones para la Ordenación de Montes de 1930, al estallar la Guerra Civil era inspector general del Consejo Forestal del Estado y uno de las más reconocidos expertos en ordenaciones del momento. Tras una dramática experiencia personal y familiar durante el conflicto armado, fue hasta su jubilación en 1946, objeto de depuración y rehabilitación en su puesto del escalafón, pero sin llegar a disfrutar de la confianza del régimen como para aportar a las nuevas políticas forestales todo lo que su experiencia le hubiese permitido.
Aunque Enrique Mackay ordenó montes maderable y no alcornocales, es también protagonista de este artículo, al haber sido el autor de la Memoria previa a la concesión para su ordenación del monte Lomas y Matagallardo, por lo que si se hubiese llegado a realizar el Proyecto de Ordenación en lógica, habría sido el autor.

### Manuel Fernández de Castro
Manuel M. Fernández de Castro y Vicente Portela, nacido en Cádiz el 28 de junio de 1875. Ingeniero de montes, 3.º de la 47 promoción de 1902, cuyo primer destino fue en el Distrito Forestal de Granada. Tras un breve paso por la Brigada de Ordenaciones de Cádiz, es trasladado como Ingeniero Jefe del Distrito Forestal de Cádiz (1906)  desde donde, entre finales del 1907 a principios de 1909, mantuvo una pública polémica en la Revista Montes criticando las Ordenaciones de montes. Es un claro ejemplo de aquellos Ingenieros de montes que levantaron la voz contra los mecanismos administrativos que favorecían la concentración de concesiones y subastas en manos de grandes compañías y una merma en las rentas de los municipios propietarios, haciendo además en su caso, de los alcornocales andaluces la diana de las críticas.

### Larios Hermanos

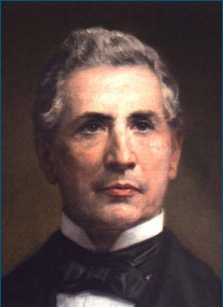
Martín Larios y Herrera (1798-1873), fundador de Larios Hermanos de Gibraltar y posteriormente de otras empresas de la rama malagueña. I Marqués de Larios.

Larios Hermanos era una empresa con residencia en Gibraltar, que formaba parte de la rama gaditana (paralela a la malagueña) de la familia Larios, comenzada en las primeras décadas del siglo XIX por los hermanos Pablo y Martín Larios y Herreros y materializada en esta y en la empresa “Martín Larios Lasante y Cía”. radicada en Cádiz. La rama malagueña la establecieron los otros dos hermanos Manuel Domingo y Juan, creando la empresa “Manuel Domingo Larios y Hermanos” y sería quizás la más activa del grupo. 
Porque durante casi un siglo, esta familia logra crear un entramado económico que abarca actividades agrícolas (previa paulatina adquisición de grandes fincas), textiles, bancarias, ferroviarias, comerciales e industriales, un entramado con implicaciones políticas y que logra en 1865, la concesión del Marquesado de Larios en el tronco malagueño. 
Los Larios, independientemente del reparto de acciones que tenían los diferentes miembros en las diferentes compañías y empresas que fueron creando con el tiempo (Industria Malagueña S.A., Compañía del Ferrocarril de Córdoba a Málaga, Sociedad de vapores, Compañía de Seguros y Banco de Málaga, Sociedad Industrial y Agrícola de Guadiaro, etc), siempre actuaron de forma corporativa y esta fue sin duda, una de las claves de su éxito. 
En torno a la década de 1870 se van produciendo los primeros relevos generacionales en la familia, coincidiendo con una etapa expansiva en sus actividades. Es en esos años, cuando la rama gibraltareña empieza a ser consciente de la rentabilidad que el aumento del precio del corcho daba a sus múltiples propiedades agrícolas, en las que las dehesas y alcornocales ocupaban bastantes hectáreas, de forma que cuando en 1888 consiguen el arriendo de la finca La Almoraima, deciden lanzarse a la producción industrializada de tapones. 
La puesta en funcionamiento de la fábrica “La Industria Corchera”, llevó a la empresa Larios Hermanos a crear en torno al corcho una importante logística e infraestructura en las provincias de Cádiz y Málaga, orientada a recuperar y canalizar la materia prima tanto de sus propiedades como de las arrendadas, o de los montes públicos sobre los que habían obtenido concesiones. Así por ejemplo, consiguen a través de sus influencias políticas, que en la construcción de la línea de ferrocarril se incluyan estaciones como la de la Almoraima o la de San Pablo (en la colonia San Pablo de Buceite, propiedad de los Larios), tenían depósitos permanentes de corcho por la sierra (como en Gaucín, o contrataban abogados e Ingenieros de montes (como José Lameyer o José García-Blanco)...

### La Industria Corchera

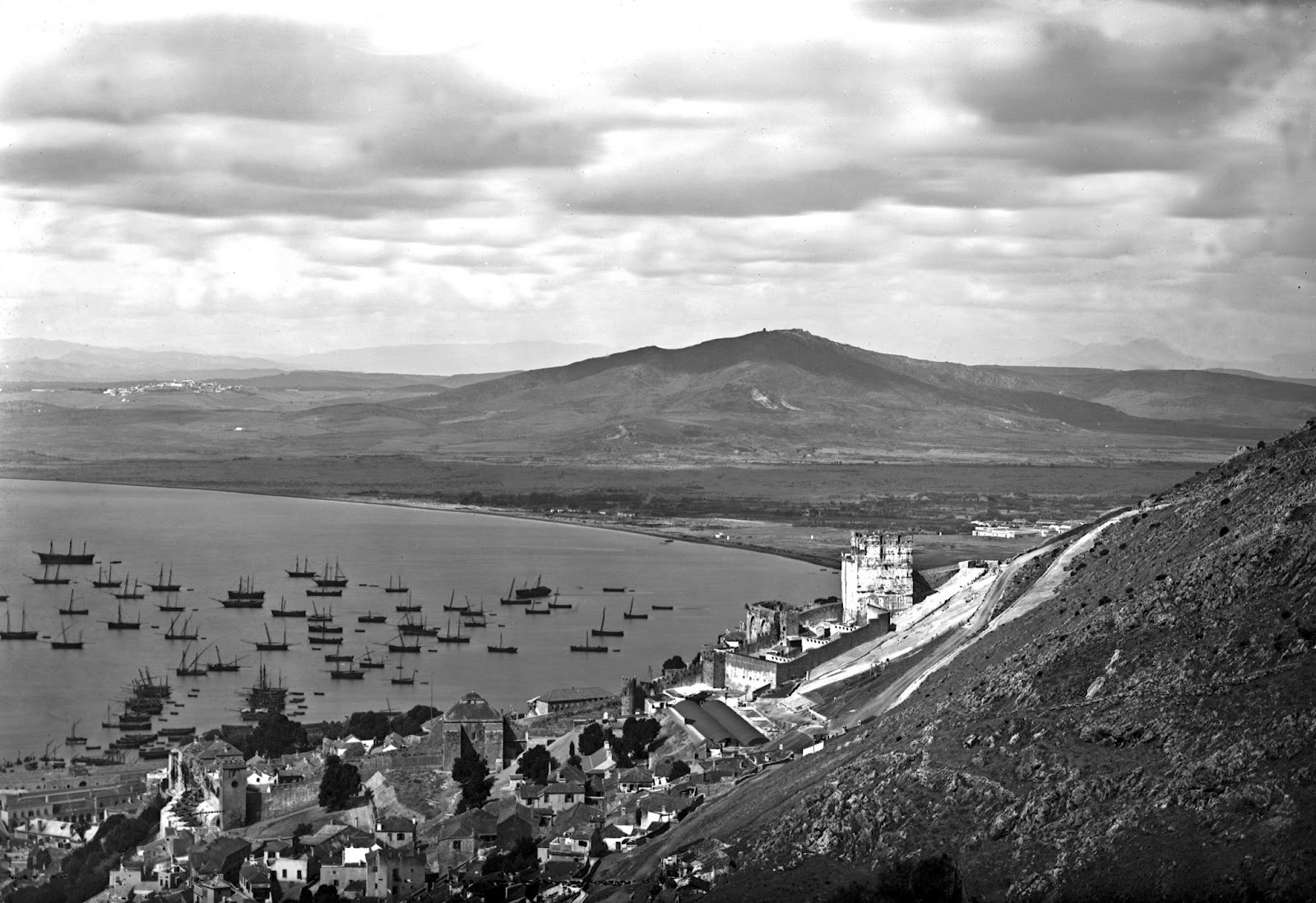
Vista de La Bahía de Algeciras. 1900. En la esquina de la izquierda se ve el Espigón de San Felipe de La Línea de la Concepción, donde estaba situada la fábrica de La Industria Corchera

“La Industria Corchera” fue el nombre de una fábrica de tapones inaugurada en 1888-89 en La Línea de la Concepción, propiedad de la empresa de Gibraltar Larios Hermanos y que en su época fue la más avanzada del sector en España, tanto en infraestructura y tecnología como en producción de tapones. 
Orientada básicamente a la fabricación de tapones (empleando unas 500 personas), también hacía “planchas” para otras fábricas (200 empleados más) o residuos para conglomerados (otros 20 empleos). Fue una apuesta empresarial arriesgada y a contracorriente (toda la manufactura taponera de la época estaba en Cataluña y Andalucía solo era productora), pero que se apoyaba en varios pilares estratégicos: el acceso al carbón (bueno y barato) de Gibraltar, el acceso a la materia prima de gran parte de los alcornocales andaluces, la salida a variedad de mercados del producto elaborado desde Algeciras, la línea de ferrocarril que cruzaba la Serranía de Ronda y sus propiedades, la mano de obra no cualificada y barata, etc. 
El despegue de esta actividad taponera por parte de la familia Larios, fue un acelerante en su implicación en las concesiones de ordenación de montes públicos a partir de 1890, aunque ya era propietaria y arrendataria de grandes fincas y dehesas de alcornocales en Andalucía. Sin embargo, aunque todo empezó bien, al cambiar el siglo la actividad productiva de la fábrica decae y durante 12 años se reduce a preparar planchas de corcho o residuos, hasta que llega a cerrar en los primeros años de la década de 1910. 
Más allá de las causas del fracaso de esta fábrica (incendios en la instalaciones, proteccionismo en los mercados de exportación, encarecimiento del carbón, fallos en el suministro de corcho, falta de acierto en la política comercial de venta del producto, comodidad empresarial,etc...), lo cierto es que en 1911-12, cuando dejó de funcionar definitivamente, solo algunos de los principales alcornocales públicos que habían caído en manos de Larios Hermanos, habían superado el primer decenio de explotación (Majadas de Ronda, M. de Benarrabá y M. de Algeciras), otros acaban de ser ordenados (M. de Tarifa, M. de los Barrios, La Cancha...) y otros sujetos a procesos judiciales o técnicos que habían impedido comenzar el proceso ordenador (M. de Jerez de la Frontera)

### José Lameyer

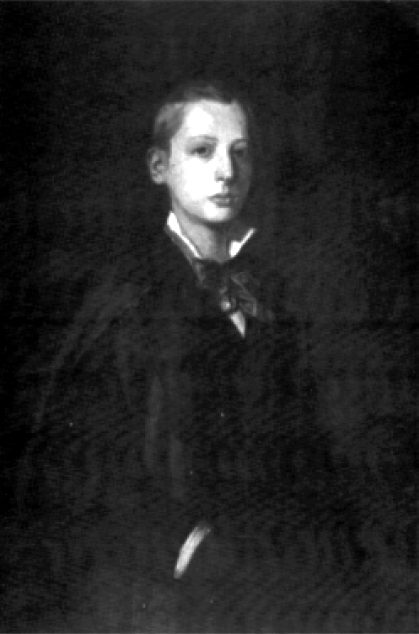
José Lameyer con 16 años, pintado por su tío

José Lameyer González,  (Madrid, 15 de agosto de 1860 - Madrid, 30 de agosto de 1915), hijo de Gerardo Lameyer y Berenguer (director general del Tesoro Público) y de Josefa González y Oleaga, pertenecía a una familia de origen alemán (de Bremen), venida a España a principios del XIX.  Sobrino del pintor Francisco Lameyer y Berenguer, era abogado, hombre de negocios y jurista, siendo miembro de la Real Academia de Jurisprudencia y Legislación. Aficionado a la encuadernación, atesoró una colección de ejemplares únicos que tras su muerte, fue comprada por el Rey Alfonso XIII y en la actualidad reposa en la Biblioteca Nacional de España. Aunque trabajó en el bufete de Eugenio Montero Ríos, del que fue secretario particular, y diputado por Vélez-Málaga de 1905 a 1907,  fue en realidad un hombre muy activo en el campo de los negocios.
Dentro de su actividad como abogado destaca precisamente su relación con los Larios de Málaga y Cádiz, de la que fue apoderado en Madrid durante mucho tiempo, de la que tuvo apoyos políticos para sus candidaturas a diputado en la región y en coordinación con la cual obtuvo las concesiones de ordenación y explotación de gran parte de los alcornocales andaluces. Precisamente por esto, José Lameyer se convierte en un protagonista de todo este proceso, aunque es probable que en el tema del corcho actuara más como socio que como contratado de la compañía o las empresas de la familia. 
En cualquier caso, debemos pensar que ya a partir de 1910, el interés por el corcho de Larios Hermanos debió decaer bastante al cerrarse “La Industria Corchera”, destino final de su producción propia o arrendada, que la demanda internacional de materia prima se viene a cero durante la Primera Guerra Mundial y por último, que al morir Lameyer en 1915 todas las concesiones a su nombre sobre montes públicos, quedaban anuladas.